# Génocide
Pour les articles homonymes, voir Génocide (homonymie).

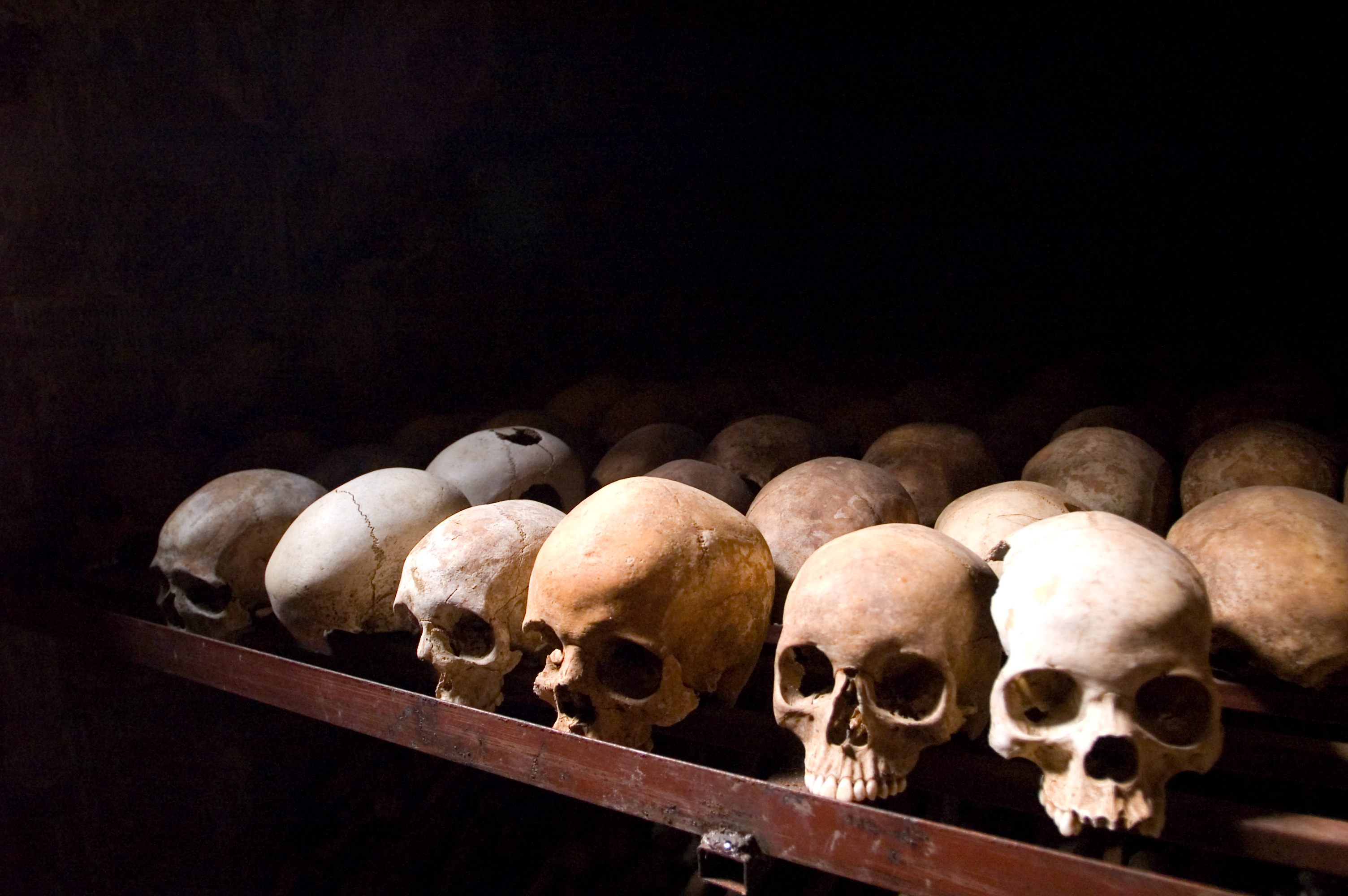
Crânes humains exposés au mémorial du génocide de Nyamata, qui commémore les victimes du génocide des Tutsi du Rwanda.

Un génocide, dans son acception la plus répandue aujourd'hui dans la communauté académique, est un crime consistant en l'élimination concrète intentionnelle, totale ou partielle, d'un groupe national, ethnique ou encore religieux et ce de manière méthodique, ce qui veut dire que des membres du groupe sont tués, brisés mentalement et physiquement, ou rendus incapables de procréer, en vue de rendre difficile ou impossible la vie du groupe ainsi réduit. Le génocide peut être perpétré par divers moyens, le plus répandu et le plus évident étant le meurtre collectif.
Le mot « génocide », néologisme inventé par le juriste Raphael Lemkin en 1943, avait alors un sens confus et renvoyait plus ou moins à ce que nous appelons aujourd'hui l'ethnocide, car le groupe victime pouvait être contraint à une transformation culturelle et pas, ou pas seulement, décimé. Sous l'impulsion, entre autres, de Lemkin lui-même, le mot a pris son sens de destruction physique et biologique après la Seconde Guerre mondiale et ses horreurs. Il a ensuite connu des évolutions de sens dans plusieurs directions. Certains historiens et politologues restreignent la définition en estimant notamment que le génocide est programmé, systématique, et radical dans ses intentions : le génocide arménien, la Shoah et le génocide des Tutsis au Rwanda, trois génocides reconnus par l'ensemble des spécialistes, sont en effet des exterminations planifiées par un État, indifférentes à l'âge ou au sexe des victimes. Au contraire, donner au génocide un sens plus large lui fait correspondre des éliminations sélectives telles que des politicides, des massacres et des oppressions de population y compris quand ils sont mêlés à des guerres, des épidémies et des famines, ou encore des séries de meurtres racistes plus ou moins liés, laissés impunis par une autorité et contribuant à la disparition d'un peuple, ou même à l'élimination physique et culturelle d'un groupe peut-être moins lié à l'ethnicité.

## Histoire du concept jusqu'en 1948

### Origine et étymologie
Bien avant l'apparition du néologisme « génocide », il existait dans plusieurs langues des mots qui entendaient signifier le massacre d'une population, la mort d'une nation ou le meurtre d'un peuple, si bien qu'il est possible de soutenir que le concept a une histoire ancienne. En français, le terme rare « populicide », créé sous la Révolution française par Gracchus Babeuf pour désigner les massacres des populations civiles de Vendée perpétrés par les troupes républicaines, était tombé dans l'oubli. En revanche étaient et sont encore en usage le grec γενοκτονία, genoktonía, le polonais ludobójstwo ou encore l'allemand Völkermord. Ce dernier nom, employé dès 1831 par des intellectuels allemands opposés à la dure répression de l'insurrection de Novembre en Pologne, était connu par Raphael Lemkin, qui cependant l'a écarté. Lemkin, professeur de droit américain d'origine juive polonaise, forge en 1943 « génocide » à partir de la racine grecque γένος, génos signifiant « naissance », « origine », « espèce », « race », mais aussi « peuple », « tribu », « nation » (sens qui la rapprochent de ἔθνος, éthnos), et du suffixe -cide, qui vient du verbe latin caedere, « frapper », « abattre », « tuer », voire « massacrer ».
Le concept de génocide est en préparation dans l'esprit de Lemkin dès 1933 lorsqu'il commence à s'intéresser au droit international, inspiré par l'actualité : le massacre de chrétiens assyriens en Irak rappelle un passé plus douloureux encore, l'élimination impunie de minorités chrétiennes de l'Empire ottoman vers 1915 (génocide arménien notamment) ; en reflet, l'arrivée au pouvoir d'Adolf Hitler en Allemagne fait craindre un futur aussi douloureux, dont il faut prévenir ou sanctionner les crimes. Lemkin avait alors tenté, sans succès, de populariser deux idées : le « crime de vandalisme », défini comme la destruction d'œuvres d'art et de culture sous prétexte qu'elles représentent le génie d'un groupe national, religieux ou racial, et surtout le « crime de barbarie », ensemble d'actions opprimantes et destructrices dirigées contre les membres de tels groupes,.
Le mot « génocide » apparait pour la première fois dans une étude de Lemkin, Axis Rule in Occupied Europe, publiée en 1944 par la Fondation Carnegie pour la paix internationale. Le chapitre IX, devenu célèbre, commence par ces phrases :

« De nouvelles conceptions supposent l'adoption de nouveaux termes. Par « génocide », nous entendons la destruction d'une nation ou d'un groupe ethnique. Ce nouveau mot, forgé par l'auteur pour signifier une vieille pratique dans son évolution moderne, […] ne signifie pas nécessairement la destruction immédiate d'une nation, sauf lorsqu'il est réalisé par des meurtres en masse de tous les membres d'une nation. Il entend plutôt signifier un plan coordonné de différentes actions visant à la destruction de fondements essentiels de la vie de groupes nationaux, dans le but d'exterminer les groupes eux-mêmes. Un tel plan aurait pour objectifs la désintégration des institutions politiques et sociales, de la culture, de la langue, des sentiments nationaux, de la religion et de la vie économique de groupes nationaux, ainsi que la suppression de la sécurité personnelle, de la liberté, de la santé, de la dignité, voire de la vie des personnes appartenant à ces groupes. Le génocide vise le groupe national en tant qu'entité, et les actions en question sont dirigées contre des individus, non pas ès qualité, mais en tant que membres du groupe national. »

Lemkin estime que la politique nazie de génocide en Europe occupée consiste en dénationalisation violente et mortifère de plusieurs peuples, puis en germanisation, bien que les nazis distinguent ces peuples biologiquement, plus que culturellement. Le sort des Juifs est certes spécifique, puisque la destruction physique complète est recherchée ; pourtant, au niveau des groupes et non des individus, il est similaire au sort des populations slaves par exemple : les groupes disparaissent, les individus restent ou disparaissent. Le meurtre de masse n'est donc pas central dans cette définition du génocide, la destruction des « nations » est aussi politique, religieuse, linguistique, culturelle. Lemkin sera repris dans cette conception par Claude Lévi-Strauss, par exemple.

### Premières critiques et acceptation
La notion de génocide ne fait pas alors l'unanimité parmi les juristes qui réfléchissent au droit international. L'un de ces principaux opposants est le juriste international Hersch Lauterpacht qui impose au même moment le concept de crime contre l'humanité, fort d'une plus longue histoire. La controverse entre Lauterpacht et Lemkin a marqué les travaux alliés sur la définition des crimes supranationaux et leur sanction. « L'être humain, l'individu… est l'ultime source de tout droit », écrit Lauterpacht en 1943. Pour celui-ci, faire intervenir la notion de groupe renforce les conflits interethniques, la sanction d'un groupe risquant d'être imputée à un groupe opposé et non aux principes du droit. Au lieu de pacifier, l'incrimination infamante de génocide susciterait des réactions de groupe contraires à l'acceptation raisonnable des décisions de justice. Évoquer le groupe serait inutile puisqu'en définitive c'est un individu qui a été privé de ses droits élémentaires. Les circonstances aident seulement à qualifier le crime mais ne changent pas sa nature,.
En évoquant, pour le génocide, l'obligation de prouver une volonté d’extermination totale, on entre dans des débats infinis sur l'intentionnalité supposée des criminels qui risquent de ralentir l'instruction des crimes et de bloquer le verdict. Faire intervenir dans le génocide la destruction de langues, de coutumes ou tout autre aspect « folklorique » appauvrit l'intensité du crime et fait entrer le droit dans des méandres dont il ne peut pas sortir. Lauterpacht estime donc que seul le crime contre l'humanité, constatant des massacres de fait hors de toute légalité internationale, doit être poursuivi. Il est un opposant ferme à l'introduction de la notion de génocide lors du procès de Nuremberg et plus tard. Dans son Traité du droit international d'Oppenheim (Oppenheim's International Law) publié en 1958, il considère encore le concept de génocide comme « gros de lacunes, d'artifices et de dangers potentiels », marquant un « recul » par rapport à la protection des droits de l'homme,.
Ainsi, au procès de Nuremberg, Lemkin, conseiller de Robert H. Jackson, membre de la Cour suprême des États-Unis et chef de la délégation américaine au tribunal, du fait de l'opposition d'autres juristes, échoue à faire entrer le crime de génocide parmi les chefs d'accusation. Même si le terme est sporadiquement employé dans les actes d'accusation britannique et français, il ne figure pas dans le jugement prononcé le 1er octobre 1946 car le statut du tribunal ne le mentionne pas dans les crimes relevant de sa compétence, à savoir les crimes contre la paix, les crimes de guerre et les crimes contre l'humanité.
Le néologisme de Lemkin séduit néanmoins de nombreux politiciens et intellectuels, ainsi que des juristes qui pensent que « génocide » peut qualifier certains crimes odieux que la définition habituelle du crime contre l'humanité laisse de côté. L'Organisation des Nations unies, en même temps qu'elle définit la charte universelle des droits de l'homme, décide de mettre en place une organisation visant à empêcher dans l'avenir l'occurrence de génocide, en espérant que le risque de sanction internationale réfrénerait les ardeurs. Les débats auxquels participe Lemkin jugent nécessaire une modification de sa première définition. Une incrimination de génocide entre rapidement dans le droit positif avec l’adoption le 9 décembre 1948 à Paris, au palais de Chaillot, de la Convention pour la prévention et la répression du crime de génocide, dont Lemkin est le principal rédacteur.
Selon le Dictionnaire historique de la langue française d'Alain Rey, le mot « génocide » se fait jour en français en même temps qu'il apparaît en anglais. D'abord beaucoup employé à propos des nazis et de leur « solution finale » du « problème juif », il se dit de la destruction méthodique ou de la tentative de destruction d'un groupe ethnique, et par extension, vers 1970, de l'extermination d'un groupe en peu de temps.

## Définitions juridiques et sanctions

### Définition juridique internationale
La définition juridique internationale du mot « génocide », ou définition de 1948, est une définition importante, à la fois en soi (sous sa forme inchangée jusqu'à ce jour, elle sert d'incrimination de génocide pour les tribunaux internationaux) et pour les spécialistes des génocides de toutes les disciplines, qui l'ont critiquée, expliquée, adaptée, adoptée dans une littérature abondante. On la trouve dans deux documents officiels fondamentaux : la Convention pour la prévention et la répression du crime de génocide adoptée par l'assemblée générale des Nations unies le 9 décembre 1948, et le Statut de Rome de la Cour pénale internationale adopté en 1998. La Convention en son article 2 et le Statut en son article 6 entendent par (crime de) génocide :
« l'un quelconque des actes ci-après commis dans l'intention de détruire, en tout ou en partie, un groupe national, ethnique, racial ou religieux, comme tel :
a) meurtre de membres du groupe ;
b) atteinte grave à l'intégrité physique ou mentale de membres du groupe ;
c) soumission intentionnelle du groupe à des conditions d'existence devant entraîner sa destruction physique totale ou partielle ;
d) mesures visant à entraver les naissances au sein du groupe ;
e) transfert forcé d'enfants du groupe à un autre groupe. »
L'élément matériel du crime, plutôt orienté vers une altération physique ou une suppression des victimes, se retrouve dans cette énumération de cinq types d'actes. Mais le cœur de la définition, sensible aux interprétations, est l'exposé de l'élément moral spécifique, souvent appelé intention génocidaire, inspiré par la première définition de Raphael Lemkin : il ne suffit pas que les actes contre des membres du groupe soient commis sciemment, pour la raison que ces individus appartiennent au groupe ; ils doivent être commis ou on doit les faire commettre en vue de la destruction du groupe en tant que groupe (« comme tel »), ils doivent en quelque sorte frapper intentionnellement le groupe à travers (certains de) ses membres.

#### L'élément matériel
Les actes a), b) et c), souvent qualifiés de « physiques » pour les distinguer des deux autres, sont les actes qui frappent durement ou mortellement des membres du groupe, de sorte qu'ils ne puissent plus participer à la vie du groupe et que celui-ci soit concrètement réduit, immédiatement ou à long terme. Qu'ils soient ou non choisis sur des critères d'âge, de sexe, de position sociale ou autres, des individus peuvent être directement tués, un à un ou ensemble, par quelque moyen que ce soit (transpercés, brûlés, fusillés, écrasés, asphyxiés, empoisonnés, dans une attaque armée confuse ou lors d'exécutions programmées…) ; ou bien ils sont blessés mortellement, torturés, violés, paralysés, mutilés, terrorisés, rendus malades ou fous ou affligés de quelque mal profond que ce soit ; ou bien ils sont affaiblis (emprisonnés, concentrés, angoissés, agressés, esclavagisés, épuisés, affamés, privés d'aide médicale…) et aléatoirement tués par le placement prolongé du groupe dans un lieu ou une situation où la survie n'est plus assurée (déportation dans un camp, expulsion vers des terres étrangères inhospitalières, ghetto misérable, « terre brûlée »…).
Les actes d) et e) sont dits « biologiques », ou bien l'acte d) seul est dit « biologique » et l'acte e) est reconnu comme un reste de l'exclusion des actes de déculturation envisagés dans la première conception du génocide de Lemkin. Par ces deux actes, sans que nécessairement des individus soient précipités vers la mort comme dans les trois actes précédents, le groupe est privé d'enfants et donc ne se régénère plus. L'avortement et l'abstinence sexuelle peuvent être encouragés voire exigés, les couples menacés de sanctions s'ils enfantent, des familles peuvent être méthodiquement désagrégées, les hommes et les femmes durablement séparés de force, ou certains d'entre eux stérilisés, contraints d'utiliser des moyens contraceptifs ou, dans certains cas, traités de manière à être ensuite accablés par leurs propres principes moraux (interdisant à une victime de viol une vie de famille, à une veuve un remariage…) ; ou bien des orphelins ou des enfants enlevés à leurs parents peuvent être formatés dans un autre environnement culturel, hors de leur groupe d'origine.
Lors des débats qui ont préparé la définition du génocide, les avis concernant l'élément matériel étaient divers. Le « génocide culturel », qui était dans les possibilités initiales, souffrait de plusieurs critiques et certains participants voulaient même ne garder que les actes physiques pour que le crime soit perçu comme exceptionnel et très grave. En faisant référence aux violences de la guerre civile grecque, les États-Unis et le représentant grec notamment ont fait pression pour inclure les clauses d) et e).

#### L'élément moral spécifique
Même s'il est arrivé dans l'histoire universelle que des groupes humains soient annihilés, le génocide n'est pas l'extermination effective mais la tentative, réussie ou pas, d'extermination d'un groupe, voire d'une partie déterminée du groupe. Il est difficile de reconnaître un génocide factuellement peu meurtrier, comme il est difficile de déterminer l'intention et l'état mental d'un criminel. Par définition, sans intention génocidaire, un acte de l'élément matériel du crime ne constitue pas un génocide. Un dictateur pourrait, sans la moindre intention génocidaire, ordonner un massacre dans un village et systématiquement limiter les naissances dans une région qu'il contrôle. Cela sera considéré comme criminel par certaines législations, mais pour qu'il y ait génocide, en tout cas selon la définition de 1948, il faudrait en plus que l'auteur ait « l'intention de détruire, en tout ou en partie, un groupe national, ethnique, racial ou religieux, comme tel ». Ces deux derniers mots soulignent la vraie cible du génocide : le groupe lui-même. Restent les autres mots, plus discutés par les spécialistes.
« … l'intention… » : Un agent ne peut pas perpétrer un génocide par imprudence ni par négligence, son action doit être accompagnée de connaissance et de volonté. Peu importe ce qui le motive (la haine, la cupidité, le pouvoir, la survie…), l'acte tend sciemment à la destruction du groupe. Étant donné que le génocide est perçu comme « le crime des crimes » et que sa définition insiste sur l'intention, il est difficile de ne pas associer intention et planification, autrement dit de ne pas faire de la destruction du groupe le but d'un plan préparé. Un génocide que l'auteur n'a pas lui-même planifié, ou qui n'a pas du tout de plan, ou qui n'est que « dans les plans », qu'une conséquence horrible, prévue et acceptée très tôt ou un peu plus tard par l'auteur, d'actions visant d'autres buts, semble perdre un peu de son caractère criminel. Ce point délicat est débattu, d'autant plus que l'intention est une composante de la plupart des définitions du génocide adaptées au passé lointain. L'intention génocidaire d'un agent se déduit parfois de ses déclarations publiques ou privées, permettant d'identifier un génocide en cours dans l'oppression d'une population ou son massacre très partiel. Lorsqu'un tyran raciste massacre en peu de temps tout un peuple et seulement les membres de ce peuple, la preuve de l'existence d'un plan génocidaire est apportée par ces faits et par l'idéologie raciste : le tyran ne peut pas ignorer que la fin brutale de ce peuple est ce qu'il a conçu et ordonné, même si ses déclarations publiques sont rassurantes. Qu'en est-il alors, par exemple, de la destruction des Taïnos des Grandes Antilles par les conquistadors, longue, aux multiples acteurs, où les épidémies ont joué un rôle, mais criminelle à nos yeux, totale et irréversible ? Sans plan repérable, la conjecture du génocide « collatéral » est risquée. Pourtant, les genocide studies gardent à l'esprit la tragédie des Taïnos.
« … de détruire… » : La destruction du groupe comme tel, qui est soit le résultat immédiat de l'effort criminel, soit un résultat progressif ou attendu dans le cours normal des événements, est de même nature que les actes contre les individus, c'est-à-dire physique et biologique : le groupe décline ou meurt par la mort de (certains de) ses membres, des morts provoquées par le génocidaire ou par toute autre cause et pas assez remplacées par des naissances ou des apports extérieurs. Le génocidaire peut aussi détruire des biens du groupe, déplacer ou faire fuir des membres, ou bien les incorporer à un autre groupe, mais de tels actes sont extérieurs au génocide proprement dit s'ils ne sont pas calculés pour in fine détruire le groupe physiquement et biologiquement. La clause e) de la définition (« transfert forcé d'enfants du groupe à un autre groupe ») a incité certains auteurs à penser que le nettoyage ethnique et la déculturation pouvaient être des aspects de la destruction du groupe selon la définition onusienne, même si son énoncé de l'élément matériel ne les explicite pas. Lors des procès, cette vision « sociale » de la destruction est très souvent refusée, ou ainsi corrigée : le nettoyage ethnique, tout comme le massacre, n'est pas en soi un génocide, mais s'il permet au persécuteur de tuer en masse des membres du groupe ou encore de réduire son taux de natalité, en vue de sa destruction physique et biologique, il s'intègre au plan génocidaire. Autre exemple : le massacre d'une partie d'un groupe religieux peut contraindre les survivants à la conversion religieuse, donc faire disparaître le groupe comme tel sans autre effusion de sang ; pourtant, même souhaitée par le persécuteur, ce genre de fin n'est pas une destruction selon l'interprétation majoritaire de l'incrimination de génocide ; seul ce massacre partiel aux raisons religieuses peut candidater au rang de destruction génocidaire si l'on considère qu'il est calculé pour affecter l'ensemble du groupe.
« … en tout ou en partie… » : Ces cinq mots apportent une précision sur la destruction envisagée par le génocidaire et non sur sa concrétisation ; en d'autres termes, ils disent de l'intention spécifique qu'elle n'est pas toujours la volonté d'exterminer la totalité du groupe victime. En convoquant l'idée d'une somme d'individus, l'expression semble s'opposer d'une certaine manière à « groupe comme tel ». Elle incite d'abord à penser que le génocide frappe des individus pour la raison qu'ils appartiennent au groupe. La plupart des analystes tiennent cette « raison » pour implicite dans la définition du génocide, et généralement cela ne gêne pas l'étude de cas. Pourtant, le génocide au Bangladesh par exemple ou, plus encore, le Porajmos remettent en cause cette opinion. Mais le problème difficile posé par l'idée d'une destruction partielle est : quelle est la taille minimale de la partie du groupe vouée à disparaître, pour qu'il y ait génocide ? Bien qu'elle soulève de nouvelles questions dans les études récentes, une solution s'est peu à peu imposée chez les juristes et de nombreux chercheurs : le génocidaire vise le groupe entier, veut produire des effets, faire peser une menace sur tout le reste du groupe grâce à la destruction de la partie ; celle-ci doit donc être substantielle, la quantité des individus dépendant de leur qualité, dépendant aussi de la taille totale du groupe et de la place de la partie en son sein, et satisfaisant le génocidaire. La substantialité est aussi à l'appréciation des juges et des analystes. Même si l'attaque odieuse de simples civils renseigne sur une intention génocidaire, les représentants politiques, les intellectuels, les soldats sont des exemples d'individus « de qualité », dont la perte est plus significative en tant qu'elle compromet la cohésion, l'identité et la sécurité du groupe, ce qui ne veut pas dire que défaire une armée et soumettre un peuple reviendrait à le génocider.
« … un groupe national, ethnique, racial ou religieux… » : Cette donnée de quatre types de groupements humains circonscrit les « groupes protégés » par la convention sur le génocide contre des intentions destructrices. Ces quatre types représentent bien les groupes considérés en 1948, par Raphael Lemkin notamment, comme des « minorités nationales » ou des « peuples », c'est-à-dire soit des nations souveraines, soit des collectivités ou des ensembles de familles distingués culturellement au sein d'un ou de plusieurs États ou territoires et susceptibles d'avoir des sentiments nationaux. Les classes sociales et les partis politiques sont plus difficilement associables à ces caractéristiques : la définition de 1948 exclut de tels groupes, ce qui a toujours fait débat. La taille d'un groupe protégé importe peu ; il est simplement plus facile de génocider un petit groupe. Les tentatives des experts pour définir objectivement chacun des quatre types n'aboutissent pas, ce qui n'a jamais posé de vrais problèmes lors des procès. Après des hésitations dues en partie à la notion aujourd'hui controversée de « groupe racial », le Tribunal pénal international pour le Rwanda a jugé qu'au moment du génocide des Tutsi, ceux-ci formaient un groupe ethnique distinct ; une chambre de première instance a suggéré que tout groupe « stable et permanent » est protégé par la convention sur le génocide, un avis peu repris ailleurs. Il est de plus en plus admis que les groupes sont déterminés avec une part de subjectivité, les auteurs de génocide amenant leurs propres critères. Toutefois, les travaux préparatoires de la convention refusent l'approche négative du groupe protégé, qui serait défini par l'absence de caractéristiques (nationales, ethniques…). Par exemple, un tyran qui extermine une population parce qu'elle n'est pas de sa tribu ou de son ethnie n'est pas un génocidaire si en même temps il ne cible pas un ou des groupes protégés précis.

#### Le génocide, un crime contre l'humanité?
Cette question n'est pas une controverse, sa réponse est fonction de la définition des termes employés : en droit international, le génocide et le crime contre l'humanité ont des incriminations distinctes ; mais ce dernier a aussi un sens large, embrassant alors des crimes comme le génocide.
Les catégories et les définitions du Statut de la Cour pénale internationale, créées et séparées à dessein lors de la conférence de Rome en 1998, sont sans ambiguïté : le génocide n'est un cas particulier, ni de crime contre l'humanité, ni de crime de guerre. Les génocides, qui peuvent être commis en temps de paix ou en temps de guerre, n'ont pas besoin du contexte d'une « attaque généralisée ou systématique », comme l'exigent les crimes contre l'humanité selon l'article 7 du Statut ; ils ne relèvent pas de la compétence de la Cour « en particulier lorsqu'ils s'inscrivent dans le cadre d'un plan ou d'une politique ou lorsqu'ils font partie d'une série de crimes analogues commis sur une grande échelle », tel qu'exprimé dans l'article 8 sur les crimes de guerre. Mais dans les faits, un acte criminel peut être perpétré avec la condition spéciale des crimes contre l'humanité et en même temps avec une intention génocidaire. La Shoah et beaucoup d'autres génocides sont aussi des crimes contre l'humanité au sens du droit international, c'est-à-dire des ensembles de meurtres et de persécutions systématiques menés par un État contre les civils d'un groupe ethnique ou religieux. Autrement dit, génocide et crime contre l'humanité sont des catégories qui se chevauchent partiellement sans que l'on puisse exactement subsumer l'une dans l'autre.
Pourtant, avant la rédaction du Statut, il était fréquent de faire du génocide un fléau mondial et finalement un crime « contre l'humanité ». La Convention de 1948 affirme que « le génocide est un crime du droit des gens, en contradiction avec l'esprit et les fins des Nations unies et que le monde civilisé condamne, […] à toutes les périodes de l'histoire le génocide a infligé de grandes pertes à l'humanité, […] pour libérer l'humanité d'un fléau aussi odieux la coopération internationale est nécessaire ». La Convention sur l'imprescriptibilité des crimes de guerre et des crimes contre l'humanité, adoptée en 1968, distingue à peine les crimes contre l'humanité et le génocide, réunis dans un ensemble de crimes très graves mais dissociés des crimes de guerre. Depuis 1994, la législation française appelle « crimes contre l'humanité » le couple formé par « le génocide » et « les autres crimes contre l'humanité ».
Le langage courant et parfois la littérature scientifique renoncent difficilement aux habitudes prises par le passé : le sens englobant, voire fourre-tout, de « crimes contre l'humanité », qui permet aussi de placer le génocide au sommet de la hiérarchie des crimes et des horreurs, persiste. En France, cette persistance au sein même de la législation interne est, relativement aux définitions internationales, une source de confusion selon certains juristes.

### Variantes de la définition juridique
L'extension de la définition aux groupes sociaux et politiques est une question récurrente. Déjà, la résolution 96 (I) de l'ONU, adoptée le 11 décembre 1946, concevait le génocide comme le déni du droit à l'existence de « groupes humains », c'est-à-dire « raciaux, religieux, politiques ou autres ». La définition de la convention de 1948 ne fait plus allusion au fait politique. L'URSS, qui a persécuté des militants politiques et des populations prétendument hostiles au projet communiste, était favorable à cette exclusion. Cependant, même si certains historiens évoquent en particulier une pression soviétique, l'abandon des groupes politiques était soutenu par Raphael Lemkin, ainsi que par nombre de rédacteurs de la convention, dont l'argument était que le groupe politique est un ensemble en manque de stabilité et d'homogénéité, si bien que son insertion dans la définition risquerait de conduire à des interprétations larges et abusives.
Alors que les définitions du crime de guerre et du crime contre l'humanité ont été modernisées, la définition internationale du génocide a été reprise dans l'article 6 du Statut de Rome le 17 juillet 1998, l'acte fondateur de la Cour pénale internationale. Lors de la conférence de Rome, Cuba avait proposé, sans succès, d'étendre la définition aux groupes sociaux et politiques.
Les États du monde ont des expériences différentes et des relations différentes avec le meurtre de masse : le génocide intègre parfois les législations nationales avec des définitions subtilement modifiées, qui ont déjà eu des conséquences.

#### En France
Le code pénal français, entièrement renouvelé en 1994 par Robert Badinter après la suppression du Code pénal de justice militaire et du tribunal aux armées de Paris, prévoit un chapitre intitulé « Les crimes contre l'humanité », lui-même divisé en deux parties, « Le génocide » et « Autres crimes contre l'humanité », ce dernier sous-chapitre évoquant les crimes contre l'humanité au sens du droit international. Les incriminations sont proches des définitions internationales mais ne les reproduisent pas au mot près, un fait pas totalement expliqué qui alerte plusieurs juristes et militants des droits de l'homme en France et ailleurs.
À l'article 211-1 du nouveau Code pénal, l'incrimination de génocide expose à peu de chose près l'élément matériel en cinq types d'actes de la définition de 1948, et remplace l'élément moral spécifique par la condition suivante : l'acte doit être commis « en exécution d'un plan concerté tendant à la destruction totale ou partielle d'un groupe national, ethnique, racial ou religieux, ou d'un groupe déterminé à partir de tout autre critère arbitraire ». Cette extension aux groupes arbitrairement déterminés engendre les commentaires propres à ce genre de modification dans d'autres législations nationales, et pas de critiques particulières. Les critiques se concentrent sur le « plan concerté », qui fait nécessairement de la destruction du groupe le but ultime de l'activité criminelle, qui oblige à penser le génocide comme prémédité et pas seulement prévu.
Introduite dans le statut du Tribunal de Nuremberg, la notion de plan concerté est absente du Statut de la Cour pénale internationale. En 2008, le Sénat français adopte un projet de loi portant « adaptation du droit pénal français à l'institution de la Cour pénale internationale », qui prévoit l'introduction des crimes de guerre dans le Code pénal et la modernisation du chapitre sur les « crimes contre l'humanité ». De nombreuses organisations non gouvernementales, dont la Coalition pour la Cour pénale internationale et la Conférence des Églises européennes qui dénonce un texte de loi « qui rendrait impossible la poursuite en France des auteurs présumés de crimes internationaux », jugent insuffisants les efforts des législateurs. Ceux-ci tiennent peu compte des recommandations de la commission des Affaires étrangères et, en 2010, le projet de loi est adopté par l'Assemblée nationale et le Code pénal est modifié. Inchangée, l'incrimination de génocide contient toujours la condition spéciale du plan concerté, également présente dans l'incrimination, pourtant modernisée, relative aux « autres crimes contre l'humanité ».
Plusieurs sénateurs et députés français avaient pourtant évoqué la dissemblance avec les définitions internationales, la possibilité de perpétrer des crimes sans plan concerté, ou encore le problème probatoire posé par l'exigence d'un tel plan : augmenter la difficulté de prouver l'intention criminelle rend incertaine la répression de faits très graves. Mais d'autres parlementaires ont défendu l'idée du plan concerté en soutenant que celui-ci est ce qui distingue les crimes contre l'humanité des crimes de guerre et des infractions de droit commun, et en assurant que l'existence d'un plan peut être déduite, que la prouver ne nécessite pas la production en justice d'un écrit.

#### Au Canada
Dans la loi canadienne, le génocide est un fait « commis dans l'intention de détruire, en tout ou en partie, un groupe identifiable de personnes et constituant, au moment et au lieu de la perpétration, un génocide selon le droit international » : la loi dépend donc d'une définition internationale supposée évolutive et s'ouvre déjà vers un minimum de restrictions concernant les groupes protégés.
En 2019, dans un rapport commandé par le gouvernement canadien, une commission d'enquête publique qualifie de génocide les assassinats et enlèvements de femmes autochtones commis depuis des décennies et qui se poursuivent encore dans le pays ; elle explique notamment que le phénomène est dû à des décisions de l'État inspirées de l'idéologie colonialiste. Controversé, cet emploi du mot « génocide » est toutefois accepté par le Premier ministre Justin Trudeau.

#### En Éthiopie et en Roumanie
Rares sont les États qui, ayant connu un régime communiste brutal et mortifère, adaptent la définition du génocide. En droit éthiopien, l'incrimination inclut l'élimination de groupes politiques. ce qui a permis en 2006 la condamnation pour génocide de l'ex-dictateur Mengistu Haile Mariam et de dizaines de responsables du régime, en poste lors de la meurtrière Terreur rouge de 1977-1978. Certains étaient jugés par contumace, Mengistu lui-même avait fui au Zimbabwe, où il vit encore aujourd'hui.
Dans le code pénal roumain, le génocide est la destruction totale ou partielle « d'une collectivité ou d'un groupe national, ethnique, racial ou religieux ». Censé élargir la définition, le terme « collectivité » la rend plus ambiguë et fait prendre un risque à qui veut faire condamner des criminels de l'ère communiste, dans ce pays où des politiciens assimilent la répression communiste à un génocide. Incités en 2013 à poursuivre pour génocide d'anciens membres de la Securitate, des procureurs roumains ont préféré les chefs d'accusation de crimes contre l'humanité et d'homicide.

#### En Amérique latine
Souvent, les accusations de génocide en Amérique latine méconnaissent ou font fi des limites de la définition. Ainsi, une telle accusation a permis aux autorités boliviennes de renforcer une demande d'extradition de l'ancien président Gonzalo Sánchez de Lozada, qui a fui aux États-Unis pour éviter un procès concernant la répression sanglante d'une manifestation en 2003 pendant la « guerre du gaz ». Au Pérou, État dont la législation admet les génocides de groupes sociaux, une plainte pour génocide déposée en 2020 contre le président Martín Vizcarra par une de ses adversaires politiques dénonce sa gestion désastreuse de la crise sanitaire de la Covid-19.
Le mot « génocide » a été utilisé par des autorités ou par des juges contre des tortionnaires et de hauts responsables des anciennes dictatures des années 1970 et 1980, comme les régimes d'Augusto Pinochet au Chili ou de Jorge Rafael Videla en Argentine, qui ont persécuté des activistes de gauche sur le critère de leurs opinions politiques. Cependant, lorsque l'ancien dictateur guatémaltèque Efraín Ríos Montt, responsable de nombreux massacres anticommunistes, est condamné en 2013 dans son pays, c'est pour la destruction d'un groupe ethnique, les Ixils, un génocide selon la définition internationale de 1948.

### Contestations et débat sur la définition
L'élargissement de la définition juridique du génocide suscite des réticences par crainte de banaliser le terme. Cela a pour conséquence d'en exclure :
- des mortalités de masse dues à l'organisation économique et politique d'un monde dominé par les grandes puissances financières, agro-alimentaires et industrielles[34] ;
- des massacres de masse comme les crimes de régimes se réclamant du marxisme (de Staline, de Mao, de Pol Pot ou de Mengistu), ou inversement de l'anticommunisme (Suharto…), qui ont été commis sur des critères politiques, professionnels et sociaux[35] ;

… bien que pour ce type de mortalité de masse, le nombre de victimes pourrait dépasser celui des victimes des génocides reconnus, ou encore celui des victimes collatérales d'invasion ou de crimes contre l'humanité (disparition de peuples migrants, traites négrières).
D'autres historiens pensent que cette discrimination négative banalise encore davantage les massacres de masse que ne le ferait un élargissement officiel de la définition. Le débat en cours entre historiens a débordé dans le champ médiatique et politique, avec parfois des excès et des dérives.
Mais le débat purement méthodologique est biaisé par celui sur les massacres de masse qui ont été commis au nom de croyances, de convictions ou d'États qui existent toujours actuellement, car dans ce cas, la qualification de génocide (revendiquée par les survivants des groupes-victimes) est contestée par les membres ou les ressortissants d'ethnies, confessions, partis politiques ou États tenus pour responsables, ou encore par divers historiens ou auteurs soutenant les points de vue de ces groupes jugés responsables. Quelques exemples :
- pour les évènements survenus en Anatolie et sur le haut-plateau arménien pendant et après la Première Guerre mondiale, le qualificatif de génocide grec pontique[38],[39],[40], utilisé par les Grecs, est contesté par la Turquie et n'est pas reconnu par l'ONU. On emploie alors les expressions Tragédie Pontique[41], l'Extermination Pontique[42], Atrocités commises par les Turcs dans le Pont et l'Asie Mineure[43], ou encore de persécutions ou de massacres[44],[45],[46]. On retrouve les mêmes controverses à propos du génocide arménien, reconnu par l'Union européenne, mais non par l'ONU.
- En 1984, la Commission Internationale d'enquête sur la famine de 1932-1933 constituée par Congrès mondial ukrainien[47] qualifia de génocide la famine qui eut lieu en 1932-1933 en Ukraine, faisant 2,6 à 5 millions de morts, et maintenant plus connue sous le nom de Holodomor. Le Parlement ukrainien a également qualifié cette famine de génocide le 2 novembre 2006[48], jugement reconnu par 16 États. Ce qualificatif ne fait cependant pas l'unanimité, notamment parmi les historiens, qui débattent encore aujourd'hui du caractère artificiel et punitif de cet épisode tragique. L'ONU ne reconnaît pas le Holodomor comme un génocide, ainsi que le parlement européen qui reconnaît cependant un caractère artificiel à cette famine.
- les crimes de l'armée impériale du Japon en Chine, qualifiés de génocides par Pékin, sont également contestés au Japon même par des historiens tels Akira Fujiwara[49] et hors du Japon par divers commentateurs comme le coréen Ji Man-Won[50].
- La guerre en Ukraine est déclenchée en février 2022 par le président russe Vladimir Poutine sur des accusations de génocide contre la population russophone, qui selon plusieurs spécialistes ne reposent sur aucun fait[51]. En avril, le président américain Joe Biden évoque un génocide contre les Ukrainiens, et le parlement ukrainien vote une résolution qui qualifie de génocide les agissements de l'armée russe[52] mais loin de faire consensus, l'usage politique du terme divise profondément les Occidentaux[53]. Le 28 avril 2022, par un vote, les députés canadiens condamnent les « actes de génocide contre le peuple ukrainien »[54].

On assiste à ce que l'écrivain Norman Manea et le sociologue Nicolas Trifon appellent « l'engrenage de la concurrence mémorielle » : un groupe de victimes a tendance à se comparer aux victimes de génocides reconnus et à exiger une reconnaissance, lorsque la gravité du crime est minimisée par les bourreaux ou les responsables. La minimisation du crime confine dans certains cas à la négation des faits. Mais le négationnisme vise aussi les génocides unanimement reconnus. Un exemple fameux est la négation de la Shoah : alors que le génocide juif est reconnu par divers pays dont l'Allemagne et étudié en profondeur par les historiens, seuls des extrémistes religieux ou politiques et quelques auteurs incompétents que l'historien Pierre Vidal-Naquet appelle « assassins de la mémoire » tentent de propager leur falsification des données historiques.
Certaines interprétations de l'emploi du terme génocide par Raphael Lemkin, ainsi que des travaux philosophiques comme ceux de Jacques Derrida, mettent en avant la notion controversée de génocide animal.

### Génocides évoqués en rapport avec les définitions de l'ONU

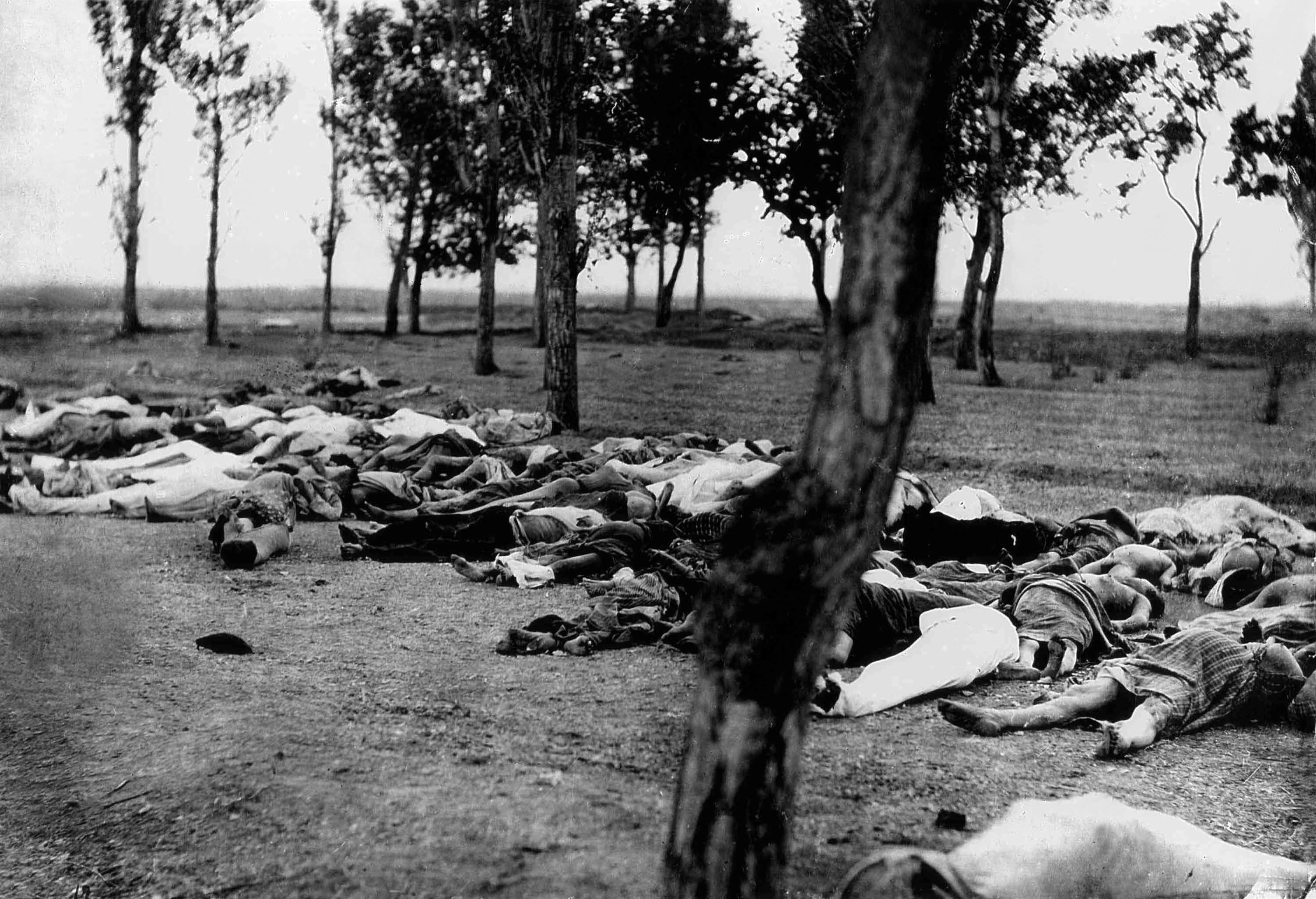
Cadavres d'Arméniens. Photo de H. Morgenthau publiée en 1918.

L'ONU n'a pas vocation de « reconnaître » des génocides, en particulier pour des événements antérieurs à sa constitution, mais à faire poursuivre ceux qui viendraient à survenir soit par exemple via des juridictions spéciales qui adopteront leur propre définition dans leur Statut. Il n'y a pas eu de séance de l'ONU « reconnaissant » tel ou tel génocide.
En revanche plusieurs massacres de masse ont été évoqués comme génocide dans le cadre des travaux des instances internationales dépendant de l'ONU ou de juridictions nationales se rapportant directement aux textes de l'ONU :
Le génocide des Juifs, commis par les nazis en Allemagne, en Pologne, en Union soviétique et en France (en Alsace au Struthof), a mis en avant le terme de génocide lors du procès de Nuremberg organisée par le Royaume-Uni, la France, l'URSS et les États-Unis en 1945. Contrairement à une croyance fréquente, l'inculpation de génocide, figure dans certains actes d'accusation mais n'est pas présent dans le jugement du tribunal de Nuremberg. Les condamnations ont été prononcées sur les chefs d'inculpation suivants : crimes contre la paix, préparation de guerre d'agression, crimes de guerre, crimes contre l'humanité. Cependant, dès décembre 1946, l'Assemblée générale de l'ONU adoptait la résolution 96, qui affirmait que le génocide « nie le droit à l'existence de groupes humains entiers » et qu'il est « un crime au regard du droit international ». Le 9 décembre 1948 fut adoptée la Convention pour la prévention et la répression du crime de génocide.
Le génocide arménien, commis par l'Empire ottoman. Le caractère génocidaire des massacres du peuple arménien en 1915-1916 a été cité dans un rapport de l'ONU sur la question de la prévention et de la répression du crime de génocide établi par la Commission des droits de l'homme – Sous-Commission de la lutte contre les mesures discriminatoires et de la protection des minorités – lors de la 38e session du Conseil économique et social de l'ONU. Le rapport Whitaker, du nom de son rapporteur Benjamin Whitaker, a fait l'objet d'une résolution par la Commission des droits de l'homme de l'ONU le 29 août 1985 qui a pris note du rapport et ne l'a pas transmis à la Commission des droits de l'homme. Cette décision n'offre donc qu'une reconnaissance indirecte, les différents cas historiques cités dans le rapport Whitaker ayant pour but de servir d'exemples pour justifier la création de la Cour pénale internationale confirmant la suggestion faite en ce sens précédemment dans le Rapport de Nicomède Ruhashyankiko.
Le vote ne peut être considéré comme un acte juridique positif de l'ONU sur le cas arménien ni d'ailleurs sur les autres cas évoqués (le massacre des Herreros de 1904, le pogrom ukrainien de 1919, le massacre des indiens Ache au Paraguay, la tuerie des baha'is en Iran) qui n'ont pas eu de suites judiciaires. Mais il range ce crime de masse parmi les exemples des crimes collectifs qu'il faut sanctionner à l'avenir et qui justifient la constitution d'un tribunal international poursuivant le crime de génocide.

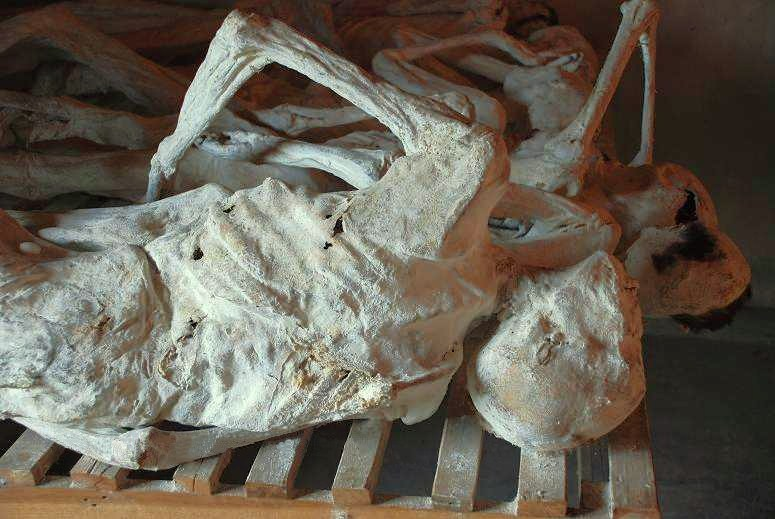
Victimes du génocide des Tutsi au Rwanda de 1994.

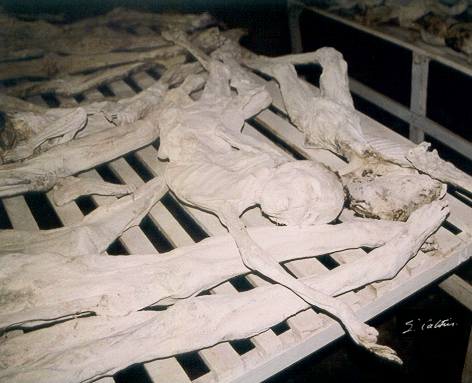
Victimes momifiées du génocide des Tutsi au Rwanda de 1994 au Mémorial de l'ETO de Murambi.

Le génocide des Tutsis au Rwanda, commis par les milices hutues extrémistes créées par le régime Habyarimana, a été reconnu par l'ONU, dans le rapport de sa Commission des droits de l'homme le 28 juin 1994, puis lors de la création du Tribunal pénal international pour le Rwanda (résolution 955 adoptée par le Conseil de sécurité des Nations unies le 8 novembre 1994. Cette résolution confirme la résolution 935 de la même année). Le Tribunal pénal international pour le Rwanda a reconnu le viol comme moyen de perpétrer un génocide dans l'affaire Akayesu en 1998.
Le Tribunal pénal international pour l'ex-Yougoslavie a qualifié de génocide le massacre de Srebrenica — massacre d'environ 8 000 hommes bosniaques commis par des Serbes de Bosnie en juillet 1995 pendant la guerre de Bosnie-Herzégovine. Cette qualification a été prononcée lors du jugement de Radislav Krstić, le 2 août 2001 (décision confirmée lors du passage en appel de la même affaire le 19 avril 2004). Cette qualification a été confirmée également par la CIJ, qui a cependant jugé que la Serbie en tant qu'État n'en était pas le responsable.
Le 23 décembre 2005, l'homme d'affaires hollandais Van Anraat voit commencer son procès devant le Tribunal du district de La Haye sous l'accusation de crime de guerre et de génocide lié au gazage de populations kurdes en Irak. L'accusation de génocide est devenue recevable au titre de la « compétence universelle » reconnue par l'ONU. Van Anraat est reconnu coupable de complicité de crime de guerre et condamné à 15 ans de prison. La Cour ne le condamne pas pour génocide car elle estime que Van Anraat ne pouvait pas connaître les « intentions génocidaires » du régime. Elle affirme cependant que le gazage des Kurdes constitue bien un crime de génocide. Avec ce jugement, le gazage des Kurdes est pour la première fois qualifié de génocide par un tribunal.
L'instruction des crimes commis au Cambodge par le tribunal ad hoc créé par l'ONU (chambres extraordinaires au sein des tribunaux cambodgiens) a vu apparaître l'incrimination de génocide à l'encontre de Khieu Samphân, ancien chef de l'État du « Kampuchea démocratique », portant notamment sur la destruction des minorités ethniques (Chams…) dans l'esprit de « purification » propre à l'idéologie de ce mouvement. Contraints par la définition de 1948, qui a fait disparaître de la définition initiale du génocide la notion de « classe » sociale, les procureurs n'ont pu retenir cette qualification pour l'essentiel des massacres de la population khmère, se contentant de l'incrimination comme Crimes contre l'humanité. Mais le terme de génocide est couramment employé de par le monde pour qualifier ces massacres de masse qui ont vu la disparition de 1 700 000 personnes, près du quart de la population du pays.
La cour d'appel de Kiev a retenu le caractère de génocide d'Holodomor, les grands massacres notamment par famine perpétrés entre 1931 et 1933 par l'Union soviétique en Ukraine en se référant explicitement aux définitions de l'ONU, mais ici encore il ne s'agit que d'un rattachement indirect aux travaux de l'ONU, le terme de génocide étant reconnu par certains états et refusé par d'autres, notamment la Russie. Le gouvernement « Orange » d'Ukraine cherchera mais en vain à faire reconnaître Holodomor comme génocide à l'ONU, l'ONU refusant d'évoquer directement des crimes antérieurs à sa création.
Omar el-Béchir, le président soudanais, est depuis mars 2009 sous le coup d'un mandat d'arrêt pour crimes contre l'humanité au Darfour, inculpation qui a été complétée en juillet 2010 d'un chef de génocide. Le conflit du Darfour aurait fait 300 000 morts selon l'ONU, 10 000 selon Khartoum,,,. Les magistrats de la Chambre préliminaire 1 de la Cour pénale internationale (CPI) ont validé la requête du procureur Luis Moreno-Ocampo qui leur demandait d'inculper le président soudanais Omar El-Béchir de génocide en considérant qu'il y a « des motifs raisonnables de croire en sa responsabilité pénale pour trois chefs de génocide à l'encontre des groupes ethniques des Four, Masalit et Zaghawa : génocide par meurtre, génocide par atteinte grave à l'intégrité physique ou mentale, et génocide par soumission intentionnelle de chaque groupe ciblé à des conditions d'existence devant entraîner sa destruction physique ».

### Tribunaux compétents
À la fin de la Seconde Guerre mondiale, quand des tribunaux ont commencé à juger les crimes collectifs (crimes contre l'humanité, crimes de guerre, crimes contre la paix), le concept de génocide n'était pas encore juridiquement défini. Le terme sera employé pendant les débats du tribunal de Nuremberg et connaîtra une reconnaissance mondiale au fur et à mesure que les conditions de l'extermination des juifs par les Nazis y seront révélées. La sanction des génocides sera d'abord le fait de tribunaux ad hoc puis l'ONU reconnaîtra la « compétence universelle » des tribunaux nationaux à poursuivre tout acte de génocide où qu'il ait eu lieu, tout en créant une instance internationale spécialisée, la Cour pénale internationale.

### Tribunaux nationaux disposant d'une«compétence universelle»
Des procès, relevant de cette compétence dite « universelle », ont eu lieu en Belgique, en Suisse et au Canada pour des crimes relevant du génocide au Rwanda, ou encore aux Pays-Bas pour le gazage d'un village irakien.

### Cas particulier de la France
Des lois, appelées « dispositions non codifiées relatives aux violations graves du droit international humanitaire », donnent compétence aux tribunaux français de juger aussi des crimes de génocide commis dans d'autres pays dans certaines circonstances. Des instructions sont en cours contre des ressortissants rwandais accueillis en France, et des plaintes déposées contre X (des militaires français) par des Rwandais vivants au Rwanda sont à l'étude au tribunal aux armées à Paris à la suite de deux décisions de la cour d'appel de Paris en mai et juillet 2006.
En dépit de la ratification par la France du Statut de Rome de la Cour pénale internationale le 9 juin 2000, aucune loi n'a à ce jour été votée par le Parlement français qui permettrait d'instaurer la compétence universelle des juridictions françaises pour connaître des crimes relevant de la compétence de la Cour : le crime de guerre, le crime contre l'humanité et le génocide,.

### Tribunauxad hoc
Il s'agit de tribunaux qui ont été créés de toutes pièces pour juger certains crimes de génocide :
- le Tribunal pénal international pour l'ex-Yougoslavie (TPIY), pour les crimes commis lors des guerres de Yougoslavie, notamment le massacre de Srebrenica ;
- le Tribunal pénal international pour le Rwanda (TPIR), pour le génocide au Rwanda ;
- les Chambres extraordinaires au sein des tribunaux cambodgiens (CETC) ;
- le Tribunal spécial irakien, pour les crimes commis par le régime de Saddam Hussein.

### Cour pénale internationale
L'une des particularités de cette Cour est qu'elle ne se substitue en aucune manière aux tribunaux nationaux, ce qui n'est pas le cas des tribunaux ad hoc. La CPI n'intervient que lorsque les tribunaux nationaux ne sont pas en mesure de juger les crimes pour lesquels elle est compétente, à partir du 1er juillet 2002, date d'entrée en vigueur du statut de la CPI.
Une des difficultés de ce tribunal est qu'il ne peut traiter que de crimes récents dont les auteurs ont perdu le pouvoir, qui ne sont pas poursuivis par les successeurs ou qui n'ont pas été renvoyés devant des cours spéciales, ce qui limite à l'extrême son activité.

## Les génocides dans l'histoire
Les mots « génocide » et « génocidaire », termes juridiques du XXe siècle, peuvent être utilisés rétrospectivement et précautionneusement, avec des critères précisément définis, pour apporter une analyse nouvelle de certains événements historiques, dont les meurtres collectifs massifs. Certains historiens préfèrent travailler avec la notion moins polémique de massacre, ou préfèrent se concentrer sur les génocides étendus et systématiques contemporains, mais la grande majorité reconnaissent aujourd'hui, comme jadis Raphael Lemkin ou encore la Convention pour la prévention et la répression du crime de génocide, que certains peuples anciens ont été décimés parce que des tyrans ou des conquérants ont voulu qu'ils disparaissent avec leur culture, pour des raisons complexes, sans que la destruction soit leur première motivation.
Il est impossible d'énumérer tous les nombreux massacres génocidaires de l'histoire, ces tragédies où une unité militaire ou une foule en colère a fait périr des centaines de membres d'une collectivité humaine désignée à la vindicte, qui représentaient une petite partie locale du groupe entier. Les massacres génocidaires, ainsi que les politicides et les grands effondrements de populations, ne sont évoqués dans la liste qui suit que s'ils permettent d'éclairer les « vrais » génocides ou s'ils ont été couramment appelés « génocides » par des journalistes, des politiciens ou des militants et ont pénétré les études académiques. Les événements désignés ci-dessous en caractères gras (à partir du XIXe siècle) sont des génocides très étudiés et reconnus par une nette majorité de spécialistes.
Les articles Révolte des Pueblos, Révolte de Túpac Amaru II, Massacres de 1804 en Haïti, Révolte des cipayes présentent des exemples de massacres génocidaires dits « génocides subalternes » ou « génocides par les opprimés ». Pour un célèbre exemple de « génocide réciproque » ou « rétributif » où deux collectivités s'entretuent, voir l'article Partition des Indes.

### Antiquité
Il demeure également impossible de s'assurer de l’existence d'évènements historiques assimilables à un génocide avant l'Antiquité, faute de vestiges archéologiques probants. Les récits antiques relatent des faits très exagérés, impliquant des forces surnaturelles et relevant du mythe, à l'image de l'anéantissement de Troie chez Homère, ou de celui de Jéricho dans l'Ancien Testament ; cela montre déjà, selon l'historien Norman Naimark, que les Anciens croyaient que les relations entre les peuples, mêlées de décisions divines, pouvaient conduire à des désastres radicaux et marquants. D'autres récits d'atteinte à la vie de communautés humaines sont réalistes, convaincants, voire vérifiables. Plus la victime ressemble à une cité-État jadis rayonnante, plus le niveau de destruction dépasse les standards de l'époque, plus le terme « génocide » devient pertinent ; cependant, ce qui déshonore à nos yeux le bourreau et ne le rend pas plus riche, est souvent pour lui un moyen d'accroître ou d'afficher son pouvoir.
- Surréactions très exceptionnelles du roi d'Assyrie Sennachérib[85] :
  - l'extermination des habitants de Hirimme, ville fortifiée réputée indépendante et arrogante, a lieu lors de la première campagne du roi contre la rebelle Babylone en 703 av. J.-C. ;
  - la destruction de Babylone en 689 av. J.-C. fut décrite à l'époque comme totale mais ce ne fut vraisemblablement pas le cas, bien que le coût humain, matériel et culturel fût élevé.

- Anéantissement de la ville phocidienne de Kirrha par l'amphictyonie de Delphes en 591 av. J.-C. lors de la première guerre sacrée[86].

- Dévastation de la riche colonie grecque de Sybaris en 510 av. J.-C. par Crotone, sa rivale en Italie méridionale qui, pendant des dizaines d'années, s'acharnera sur les rescapés lorsqu'ils tenteront de refonder une ville[87].

- Atrocités de la guerre du Péloponnèse : les historiens Ben Kiernan, spécialiste des génocides, et Hans van Wees, spécialiste de la Grèce antique, ont des lectures différentes du récit de ce conflit par Thucydide, le premier taxant la militariste Sparte de brutalité et de xénophobie quasi génocidaires[88], le second qualifiant de génocides un nombre très réduit d'actions athéniennes préméditées[85].
  - Le siège de Mélos, achevé au début de l'année 415 av. J.-C., reste l'épisode génocidaire le plus connu de cette période : tenant enfin les Méliens à sa merci, Athènes extermine les hommes et réduit en esclavage femmes et enfants, pour la raison qu'ils ont refusé de se soumettre un an plus tôt, préférant la neutralité dans le conflit avec Sparte ; des Athéniens colonisent ensuite l'île[89].

- Campagnes stratégiques brutales d'Alexandre le Grand pendant sa conquête de l'Empire perse : un exemple bien documenté est le siège de Tyr en 332 av. J.-C., qui aboutit à la disparition de cette grande communauté phénicienne par la mort, l'asservissement ou la capture de ses dizaines de milliers de membres[90],[91].

- Politique romaine du châtiment collectif de la trahison : lors de la deuxième guerre samnite et de la deuxième guerre punique un siècle plus tard, la République romaine en danger massacre ou réduit en esclavage les habitants de plusieurs villes italiennes prêtes à s'allier à l'ennemi[86].

- Anéantissement de Carthage par la République romaine en 146 av. J.-C. : cette tragédie, devenue métaphore de la destruction planifiée et du meurtre de masse dans l'esprit de nombreux criminels, des conquistadors aux nazis[92], est particulièrement citée par les spécialistes des génocides[93]. Rome attaque son ancienne rivale, qui voulait pourtant se soumettre, et après un long et meurtrier siège, réduit en esclavage les survivants (peut-être 55 000 sur une population initiale estimée à 200-400 000 habitants, 700 000 d'après Strabon[94]), puis rase la cité, dont le sol sera quasiment déserté pendant un siècle[95].

« Carthage doit être détruite. »

— Antienne attribuée à Caton le Censeur, parfois considérée comme la première incitation au génocide enregistrée par l'histoire.
L'esclavage se rencontre dans toute l'Antiquité mais il est difficile de savoir si les chasseurs de « sauvages » et de « barbares » ont conscience que des tribus et leur culture peuvent disparaître lors des opérations de grande envergure. L'expansionniste République romaine commence à profiter de telles opérations en 177 av. J.-C., quand 85 000 esclaves de Sardaigne et d'Istrie remplissent les marchés ; 150 000 Épirotes s'ajoutent dix ans plus tard. La méthode consiste à massacrer jusqu'à inhiber la population, qui se laisse asservir. Mais les Romains désanonymisent les tribus qui leur opposent une forte résistance, comme en Gaule. En outre, la République affronte des puissances orientales, comme le royaume du Pont de Mithridate VI qui planifie en 88 av. J.-C. des actions coordonnées pour massacrer rapidement les migrants romains et italiens dans des cités d'Asie Mineure : ces Vêpres asiatiques font peut-être 100 000 victimes. Ainsi, à la fin de l'Antiquité pèse la menace de génocides comparables à ceux de l'époque moderne : les victimes ne sont pas ou pas complètement rassemblées, mais soit éparpillées sur de grands espaces ruraux, soit mêlées à la population urbaine protégée par le génocidaire.
- Massacres de tribus au nord de la Gaule durant la guerre des Gaules[88], dont deux cas très commentés :
  - en 55 av. J.-C., Jules César réduit deux peuples germaniques qui ont fui leurs terres, les Tenctères et les Usipètes, en retenant leurs chefs et en laissant ses troupes tuer des familles entières et créer une panique générale ;
  - à partir de 53 av. J.-C., le conquérant romain fait son possible pour annihiler les Éburons dont un roi a tué plusieurs milliers de légionnaires, à tel point que ce peuple belge, dispersé, ne se reconstituera plus (ou plus sous son ancien nom).

« César envoie des messagers aux peuples voisins, excite chez eux l'espoir du butin et appelle tout le monde au pillage […], il voulait qu'en punition d'un tel forfait cette grande invasion anéantît la race des Éburons et leur nom même. »

— Jules César, La Guerre des Gaules, VI, 34.
- Répressions sévères des violentes révoltes des juifs de l'Empire romain : la première guerre judéo-romaine (durant laquelle le Temple de Jérusalem est détruit) et la guerre de Kitos sont propices aux massacres génocidaires (le sac du quartier juif d'Alexandrie en 68 de notre ère, ordonné par Tiberius Julius Alexander, aurait fait 50 000 morts, hommes, femmes et enfants, selon Flavius Josèphe[97]). Le pire est atteint vers 135, quand la révolte de Bar Kokhba est matée par Rome : des centaines de milliers de Judéens périssent et le judaïsme est interdit sur sa terre historique. Ce dernier événement est un génocide, d'après l'historienne Joan E. Taylor[98].

Si des génocides ou des crimes similaires surviennent dans d'autres parties du monde, la difficulté est toujours d'avoir des récits fiables. En Chine, les Seize Royaumes, surtout connus par le tardif Livre des Jin, ont engendré un événement étonnant. Vers 350, un général du Zhao postérieur nommé Ran Min, d'origine han mais élevé parmi les Jie, tribu originaire d'Asie centrale dont une famille dirige ce royaume, massacre cette famille après avoir vraisemblablement développé un sentiment identitaire pernicieux, prend le pouvoir avec ses subordonnés han, puis concrétise un projet génocidaire : tuer massivement les « barbares » et donc, principalement, les Jie dont les visages ont des traits caractéristiques. Ran Min récompense les têtes coupées de barbares, ce qui entraîne une journée de violence insoutenable à Ye, la capitale, puis il affronte des armées barbares venues à sa rencontre. Il sera finalement vaincu par le chaos qu'il a provoqué. Peut-être 200 000 Jie sont morts, si l'on croit les textes anciens.

### Moyen Âge
Durant le haut Moyen Âge, les génocides, s'il y en a, appartiennent à des séries d'événements très mal connus. Même en analysant la dévastation du Nord de l'Angleterre par Guillaume le Conquérant au début du Moyen Âge central, l'historien C. P. Lewis souligne que les horreurs de la guerre ne sont pas nécessairement les signes d'un génocide, et que trouver des preuves dans des récits trop tardifs est impossible. Dès la fin du XIIe siècle, des invasions musulmanes de certaines régions de l'Inde présentent un caractère génocidaire. Des questions économiques et de pouvoir, ainsi qu'une question de différences ethniques et religieuses, motivent ces conflits. Mais ce sont les croisades médiévales qui marquent le plus une transition entre le génocide utilitaire qu'on trouve beaucoup dans l'Antiquité et le génocide idéologique moderne.
- Croisade des albigeois (1209-1229) : distingué par le massacre d'une grande partie de la population des comtés languedociens impliqués, ce conflit, dont le sac de Béziers constitue le plus fameux excès, invente le génocide idéologique, selon certains historiens comme Mark G. Pegg[102], même si la destruction est, contrairement à de tels génocides au XXe siècle, externe à la société du perpétrateur, qui par conséquent n'a pas à payer le prix fort[103]. Rarement qualifiées de génocidaires, l'Inquisition médiévale, dont cette croisade est un sommet, et notamment l'Inquisition espagnole instaurée à la fin du XVe siècle, font en revanche des victimes « internes » dans leur recherche de l'homogénéité catholique[104].

« Tuez-les tous, Dieu reconnaîtra les siens. »

— Ordre d'extermination probablement apocryphe, attribué au légat pontifical Arnaud Amaury ; il justifie un massacre indiscriminé, la justice divine étant censément capable d'éradiquer l'hérésie albigeoise tout en sauvant les bons chrétiens.
- Phénomène sans précédent, les larges conquêtes mongoles (accompagnées d'éventuelles épidémies et famines) ont entraîné la disparition de dizaines de millions d'Eurasiens, surtout en Chine. Gengis Khan et ses héritiers ont montré deux visages : celui du respect de la vie et des cultures même très différentes, et celui de la destruction impitoyable de peuples qu'ils connaissaient à peine et n'avaient pas appris à haïr, mais dont les chefs s'étaient montrés offensants et belliqueux. Des cités entières, voire des royaumes, ont reçu le châtiment génocidaire des puissants khans[105]. Citons deux exemples fameux :
  - l'invasion et la ruine de l'Empire khwarezmien en 1219-1221 : des centaines de milliers d'innocents sont exterminés alors qu'ils ne représentaient aucun danger ; le dernier souverain khwarezmien en fuite est assassiné quelques années plus tard ;
  - la première invasion du royaume de Hongrie en 1241-1242 lors des incursions européennes de l'armée de Batu : près de la moitié de la population des régions occupées disparaît et la Hongrie ne doit vraisemblablement sa survie qu'au retrait des Mongols à l'annonce du décès de leur empereur Ögedeï.

- Destruction du royaume de Champa par le Dai Viêt : en 1471, 120 000 Chams sont massacrés ou capturés dans une guerre éclair et leur territoire est réduit à une petite enclave[106]. Née d'un projet expansionniste « civilisateur » et poursuivie par intermittence jusqu'en 1509, la politique génocidaire vietnamienne est liée à la maîtrise des armes à feu, qui donne au conquérant un sentiment de supériorité vérifiée dans ses victoires écrasantes[107].

### XVIesiècle
- Certains partisans de l'indigénisme et militants anticolonialistes appellent « génocide amérindien » le désastre démographique des Amériques, qui suit le contact Indiens-Européens[108] : la population indigène est réduite de quelques dizaines de millions d'individus en 150 ans. Les maladies contagieuses venues d'Europe sont la première cause de cet effondrement, souvent accentué par des guerres, des tueries et diverses formes de maltraitances de la part des colons[109]. Tout entier, il n'est pas un génocide au sens juridique du terme, mais du point de vue des anthropologues et des historiens, des situations ou épisodes génocidaires, c'est-à-dire des massacres ou de longues oppressions mortifères dans lesquels l'intention de réduire un groupe ethnique ou national est suspectée, sont repérables et la question de la qualification en génocide est ouverte ou ouvrable pour chaque cas. Parmi les exemples de la colonisation espagnole de l'Amérique, se détachent :
  - la disparition de l'ethnie taino des Grandes Antilles : à partir de 1495 et pendant des dizaines d'années, les Espagnols ont massacré puis durement exploité, jusqu'à ne plus pouvoir empêcher l'extinction, ces indigènes affaiblis par le choc viral[110] ;
  - la chute de l'Empire aztèque provoquée par Hernán Cortés avec notamment la complicité de chefs tlaxcaltèques : la société aztèque est durement frappée en 1521 en son cœur biologique, politique et culturel, Mexico-Tenochtitlan, et la population survivante (et survivante aux épidémies) est peu à peu réduite en esclavage[111].

« Ces Indiens de Caribana ont mille fois mérité la mort, car c'est une race détestable. […] Aussi ce que je propose n'est pas de les faire esclaves, ils sont trop mauvais pour cela, mais de les brûler tous, grands ou petits, pour qu'il ne reste pas trace de si vilaines gens. »
— Vasco Núñez de Balboa, Lettre à Ferdinand le Catholique du 20 janvier 1513.
- La persécution des protestants en Europe, en réaction à la Réforme, n'est globalement pas génocidaire. On a longtemps, vraisemblablement à tort, imputé la responsabilité du massacre de la Saint-Barthélemy à la couronne de France. Le « tribunal du sang » qui réprime la révolte des Gueux des Pays-Bas espagnols en 1567 et 1568 a un caractère génocidaire plus saillant : Ferdinand Alvare de Tolède fait régner la terreur et notamment exécute 18 600 personnes, certaines brûlées, d'autres enterrées vivantes ; c'est un moindre mal car un décret de l'Inquisition, confirmé par Philippe II d'Espagne, condamnait pour hérésie l'ensemble des Néerlandais[104].

- La deuxième invasion de la Corée par le Japon de Toyotomi Hideyoshi en 1597 et 1598 devait vider ce pays protégé par la Chine de ses habitants, par des exterminations et des réductions en esclavage. Trop ambitieuse et donc inachevée, cette entreprise génocidaire fait pourtant quelques centaines de milliers de victimes[107].

### XVIIesiècle
- Élimination de la nation pequot par les colonies de Nouvelle-Angleterre lors de la guerre des Pequots (1636-1638) : ces Amérindiens sont massacrés, réduits en esclavage ou dispersés. Selon plusieurs historiens, une partie au moins de cette élimination est génocidaire[113].

- Massacre des Hurons par les Iroquois, notamment lors du carnage dans le village de Taenhatentaron (Saint-Ignace) en mars 1649, et disparition de la Huronie : il s'agit d'un des plus célèbres exemples de violence génocidaire exercée sur un peuple indigène par un autre sans approbation des colons européens (mais qui n'aurait probablement pas eu lieu sans le commerce des fourrures et des armes à feu)[114],[115].

- Campagnes brutales des Cosaques russes contre les peuples de Sibérie qui opposent une forte résistance à leur conquête, notamment contre les Daur en 1645 et 1650[116].

### XVIIIesiècle
- Du XVIIe au XIXe siècle, des massacres de noirs africains eurent lieu dans le cadre des traites négrières, en Afrique lors des razzias, ou dans le Nouveau Monde lors des rébellions. La traite des noirs est reconnue comme un crime contre l'humanité par la plupart des pays[réf. nécessaire]. En France, une loi du 21 mai 2001 affirme que la traite négrière et l'esclavage constituaient des crimes contre l'humanité. La reconnaissance par l'ONU d'un génocide est demandée par certains pays africains, ainsi que par de nombreuses organisations non gouvernementales « du Nord », par exemple le Conseil mondial de la diaspora panafricaine (CMDP) et la Société savante des encyclopédistes africains[117]. Selon ces derniers, l'argument répandu selon lequel le principe d'une traite est la commercialisation et non l'extermination d'êtres humains, autrement dit les nombreux morts sont une de ses conséquences mais non le but recherché, ne peut à lui seul écarter le soupçon du génocide, car les esclavagistes qui savaient que leur entreprise tuait massivement, sur terre ou en mer, avaient malgré tout l'intention de la poursuivre. Pourtant, ce que l'on sait de la traite, prise dans sa globalité, ne permet pas de l'identifier à un génocide au sens juridique strict : généralement, l'intention de soumettre, vendre, blesser, tuer des individus, même appartenant à un groupe racial ou ethnique détesté, n'est pas associée à l'intention de détruire le groupe en tant que tel.

- Campagnes d'extermination ordonnées par les autorités de la Nouvelle-France au début des années 1730 : la tribu des Natchez est éliminée en représailles à sa révolte violente, et la nation des Mesquakies (Renards) est détruite dans ce qui s'apparente à un génocide et est parfois appelé ainsi[118].

« [Les Renards] ne sont plus en état de donner des inquiétudes, il n'en sera pas longtemps question, toutes les nations étant actuellement en campagne pour en éteindre la race […] je ne pense pas qu'il soit question d'aucun Renard l'année prochaine. »

— Charles de La Boische, gouverneur de la Nouvelle-France, sur la « question » des Renards, Lettre au Ministre du 15 octobre 1732.
- Guerre de l'Empire russe contre les Tchouktches et d'autres autochtones du Kamtchatka : à partir de 1730, l'extermination des hommes et l'asservissement des femmes et des enfants tentent de mater la résistance indigène ; l'impératrice Élisabeth ordonne en 1742 une campagne pour « extirper totalement » les Tchouktches et leur mode de vie, mais les Russes sont défaits avant d'atteindre cet objectif[120].

- Exploitation mortifère des Aléoutes par des chasseurs-trappeurs russes qui, dans les années 1750, soumettent les îles Aléoutiennes à un régime colonial immoral qui ne sera aboli que sous le règne de Catherine II[121].

- La Dzoungarie est ravagée en 1756 et 1757 par la guerre d'annexion brutale ordonnée par l'empereur chinois Qianlong, qui surréagit à une longue situation d'instabilité dans la région : les combats, les massacres, l'esclavage, les dispersions et les épidémies vident le pays de ses autochtones (peut-être 600 000 Dzoungars), si bien que plusieurs historiens évoquent un génocide[122].

- Les massacres commis par les révolutionnaires républicains, en particulier les « colonnes infernales », pendant la guerre de Vendée en 1793 et surtout 1794, ont inspiré le mot « populicide » à Gracchus Babeuf. Dans un conflit qui fit environ 170 000 morts parmi les habitants de la « Vendée militaire » (un cinquième ou un quart de cette population)[123], un crime de masse a ciblé des « Vendéens », qui représentaient une identité régionale ou bien des catholiques réfractaires d'après les diverses thèses, peu partagées dans la communauté des historiens mais toujours très discutées, du « génocide vendéen »[124]. Depuis 2007, des députés français de droite et d'extrême droite proposent en vain la reconnaissance d'un génocide[125].

### XIXesiècle
- Expansion meurtrière du Royaume zoulou autour de l'année 1820 : les guerriers du roi Chaka, sélectionnant qui doit être tué ou incorporé selon les besoins, dévastent plusieurs tribus du Sud de l'Afrique et engendrent un chaos migratoire[126].

- Le processus d'occupation coloniale de l'Algérie par la France entre 1830 et 1902 passe par des combats, des massacres et des déplacements forcés, suivis d'épidémies locales et de famines. Selon une thèse controversée du politologue Olivier Le Cour Grandmaison[127], l'État colonial s'est organisé en vue d'une guerre permanente contre la population indigène, dont l'effondrement a des causes étroitement liées entre elles ; cela s'apparenterait à un « projet cohérent de génocide[128] ». Et selon la perspective des genocide studies, les destructions de tribus (El Ouffia en 1832, Ouled Riah en 1845…) ou encore le bain de sang de Constantine en 1837 manifestent une violence génocidaire[129]. Cependant, les historiens, dans leur grande majorité, n'identifient pas la conquête à un génocide[130].

- Politiques anti-indiennes durant la conquête de l'Ouest américain : des pionniers repoussent des Autochtones loin de leurs terres, fondent parfois des États qui les discriminent et font la guerre à outrance à ceux qui résistent[131]. Deux ensembles d'événements sont particulièrement étudiés :
  - les exterminations au Texas, État qui s'est construit entre 1821 et 1845 en alternant, avec les tribus locales, les bons rapports et les pires[132], et dont les autorités ont longtemps récompensé les scalps d'Indiens, plusieurs années après l'intégration définitive dans l'Union en 1870[133] ;
  - le long génocide des Indiens de Californie, autour des années 1850, exacerbé par la Ruée vers l'or, divise par cinq la population autochtone et conduit certaines tribus au bord de l'extinction (Yanas, Yukis…)[134] : banalisés voire institutionnalisés à cette époque, les meurtres, viols et enlèvements dont sont victimes des dizaines de milliers d'Amérindiens sont qualifiés de génocide par le gouverneur de Californie Gavin Newsom en 2019[135].

« Il faut s'attendre à ce qu'une guerre d'extermination se poursuive entre les races jusqu'à l'extinction de la race indienne. »

— Peter Burnett, premier gouverneur de Californie, Governor's Annual Message to the Legislature, January 7, 1851.
- Massacres de milliers de babis entre 1848 et 1853 : ce petit groupe religieux persan paie cher sa résistance à un pouvoir intolérant. Nassereddine Shah échappe à un attentat en 1852 ; il ordonne alors de tuer les babis partout où ils peuvent être trouvés. La plupart des survivants épouseront la foi baha'ie, qui sera elle-même persécutée[137].

- Persécutions génocidaires de petits peuples insulaires d'Océanie et du Pacifique sud, qui les mènent au bord de l'extinction :
  - massacre et réduction en esclavage des Morioris par deux tribus maories qui ont colonisé les îles Chatham à partir de 1835[138] ;
  - déportations mortifères de nombreux Haunakas de l'île de Pâques par des esclavagistes péruviens dans les années 1860[139].

- Nettoyage ethnique des Circassiens au milieu des années 1860 : plusieurs centaines de milliers de Circassiens, détestés par l'Empire russe après une longue guerre, sont massacrés ou meurent d'épuisement pendant leur migration forcée vers des régions eurasiennes proches[140].

- En Argentine, la période 1878-1885 est marquée par des politiques de discrimination et de destruction des peuples indigènes, exacerbées par la conquête du Désert. Peu d'intellectuels ont soutenu la revendication récente des Mapuches pour la reconnaissance d'un génocide ; cependant, au XXIe siècle, plusieurs chercheurs argentins justifient l'emploi du mot[141].

- Conquêtes éthiopiennes de Menelik II (1879-1900) : alors que ce roi souhaite bâtir un empire capable de résister aux puissances européennes, ses campagnes s'avèrent parfois plus violentes que celles de ses prédécesseurs, des empereurs amharas chrétiens ethnonationalistes ; mutilations et tueries à grande échelle frappent plusieurs peuples, et des famines (surtout chez les Oromos, principale ethnie éthiopienne) portent même le bilan à plusieurs millions de morts. Plus de 90 % des habitants de la région de Maji périssent. Détruit, le royaume de Kaffa subit pendant des années des raids esclavagistes[142].

- Extermination des Selknam par les colons de Terre de Feu entre 1880 et 1905, qualifiée de génocide en 2003 par une commission instituée par le gouvernement chilien[143].

- Massacres hamidiens (1894-1896) : 100 000 à 300 000 chrétiens essentiellement arméniens sont tués par des milices turques. Une thèse controversée des historiens Benny Morris et Dror Ze'evi[144] fait de ces événements non pas une préfiguration, mais le début du génocide des chrétiens de l'Empire ottoman (voir la section XXe siècle).

### XXesiècle
- Le territoire correspondant à l'actuelle république démocratique du Congo fut martyrisé durant le XXe siècle par la colonisation, la dictature et la guerre, et les accusations de génocide sont nombreuses devant les millions de victimes à déplorer. L'historien Timothy Stapleton a produit une récente synthèse[145]. Les rares auteurs qui dénoncent un vaste génocide lié aux exactions commises dans l'État indépendant du Congo avant 1908, sont davantage focalisés sur l'effondrement démographique et les atrocités qui ont rendu le cas célèbre, plutôt que sur les définitions juridiques. Les adversaires du Premier ministre Patrice Lumumba (y compris des officiels des Nations unies) qui prétendaient qu'il avait génocidé les Baluba du Kasaï en 1960, voulaient justifier son renversement et son assassinat. Durant la deuxième guerre du Congo (1998-2003), les leaders les plus négligents ou prédateurs n'étaient pas des génocidaires ; après la guerre, la peur du génocide permit à des rebelles et des milices de contrôler des territoires. Stapleton ne retient finalement, comme cas possible de génocide, que les massacres de 1996 et 1997 contre des réfugiés rwandais, liés aux diverses confrontations haineuses entre Hutus et Tutsis et notamment au génocide rwandais de 1994 (voir plus bas).

- Le génocide en Namibie, ou génocide des Héréros, perpétré par l'armée coloniale de l'Empire allemand, est reconnu officiellement par l'Allemagne en 2015[146]. Les historiens sont en désaccord sur l'étendue du crime : les tueries impitoyables de 1904, incluant le déplacement forcé des Héréros dans un désert inhospitalier, constituent l'essentiel du génocide, mais d'autres peuples sont concernés, surtout les Namas, et plusieurs de leurs membres sont déportés, comme les Héréros survivants, dans de meurtriers camps de concentration et de travail qui ne fermeront qu'en 1908[147]. On estime qu'environ 80 000 indigènes sont morts dans ces événements ; 80 % des Héréros, 50 % des Namas auraient disparu[148].

« Je considère que la nation Héréro comme telle doit être annihilée ou, si ce n'est tactiquement pas faisable, expulsée hors du territoire par tous les moyens possibles. […] J'estime le plus approprié que la nation périsse. »

— Général Lothar von Trotha, dans une lettre à un officier, octobre 1904.
- Génocides perpétrés par le gouvernement des Jeunes-Turcs contre les minorités chrétiennes de l'Empire ottoman[149] :
  - le génocide assyrien ou assyro-chaldéen (1914-1920), également appelé Seyfo (« l'épée »), permis par l'aide des alliés kurdes des Jeunes-Turcs, fait au moins 250 000 morts, peut-être le double, voire le triple, car les épidémies et les famines engendrées par les persécutions gonflent les chiffres ;
  - le génocide arménien de 1915 à 1916 (ou 1923 selon certaines sources), qui fait 1,5 million de morts, est le crime ottoman dont la qualification en « génocide » a obtenu un si large consensus qu'elle ne fait plus débat aujourd'hui : méthodiquement organisé, il a pour objectif premier (et atteint) la dislocation des Arméniens de l'Empire par l'arrestation des élites de Constantinople, le meurtre et l'esclavage loin des villes, mais l'objectif se mue rapidement en anéantissement total (non atteint) par le moyen plus ou moins discret de déportations dans des lieux désertiques où hommes, femmes et enfants sont massacrés ;
  - la tragédie pontique (1916-1923), ou génocide des Grecs d'Anatolie et du Pont, fait quelques centaines de milliers de victimes, une estimation rendue très difficile en raison des famines, des conversions religieuses et des migrations.

- Violences génocidaires de l'URSS stalinienne : si les Grandes Purges n'entrent pas dans la catégorie du génocide, la question se pose en revanche pour plusieurs événements qui les entourent, préfigurés par les expulsions tsaristes de Juifs et d'Allemands vers 1915 et la décosaquisation de 1919-1920, pour laquelle les révolutionnaires bolcheviks n'avaient pas tous les moyens de leurs ambitions. Ne se contentant pas du Goulag, Staline déploie des moyens considérables et inédits pour « ranger » son vaste empire en décimant ou en déportant des classes sociales, des peuples et des minorités[150]. Une loi russe sur les « peuples opprimés » évoque en 1991 une « politique de calomnie et de génocide » menée par l'URSS dans ses premières décennies[151],[152].
  - La dékoulakisation du début des années 1930 cible supposément les riches paysans exploitant les pauvres et sabotant la collectivisation, mais certains officiels soviétiques attribuent à ces « koulaks » des caractères héréditaires voire raciaux[153].
  - Selon des études récentes qui tendent à confirmer la thèse du génocide adoptée par l'Ukraine entre autres, la grande famine ukrainienne appelée Holodomor, qui fait quelques millions de morts, est d'abord une conséquence non désirée des politiques staliniennes, comme d'autres famines soviétiques de 1931-1933, mais est particulière car intentionnellement aggravée par Staline[154], qui fantasme alors un complot ukrainien et une potentielle « guerre à mort » dirigés contre son gouvernement[150].
  - À la fin des années 1930, les frontières de l'URSS sont « nettoyées d'éléments ethniquement et socialement suspects » notamment grâce à des déportations vers la Sibérie, le Kazakhstan ou ailleurs. Après une opération du NKVD pour arrêter 144 000 Polonais et citoyens d'origine polonaise, 110 000 sont exécutés en 1938, y compris des communistes[155].
  - Dans les années 1940, de nombreuses déportations concernent quelques millions de supposés ennemis de l'État ou potentiels agents nazis ; si, par exemple, les Polonais ou les Baltes ne sont déplacés qu'en partie, des peuples entiers (donc beaucoup d'enfants et de personnes vulnérables) sont disloqués dans le but de détruire leurs sentiments nationaux. Dans les cinq années qui suivent l'opération Tchétchévitsa, les 500 000 Tchétchènes et Ingouches sont réduits d'un quart ; près de la moitié des 238 000 Tatars de Crimée meurent de faim et de maladie après une déportation mal organisée[150],[156].

- Massacre des Haïtiens d'octobre 1937 en République dominicaine : le dictateur Rafael Trujillo décide d'exterminer les immigrés près de la frontière avec Haïti ; l'armée identifie et assassine 12 000 personnes en quelques jours, mais le compte final pourrait dépasser 20 000[157],[158],[159].

- Crimes massifs lors des guerres d'expansion des États racistes en recherche de puissance à la veille de la Seconde Guerre mondiale :
  - la seconde guerre italo-éthiopienne et les années d'occupation qui suivent (1935-1939) sont génocidaires, selon des historiens principalement italiens, car les massacres de la population civile contribueraient à concrétiser le fantasme du ministre des Colonies Alessandro Lessona d'une « Éthiopie sans Éthiopiens »[160],[161],[162],[163] ;
  - les exactions de l'Armée impériale japonaise sont particulièrement atroces à partir de 1937 (massacre de Nankin, politique des Trois Tout au Mandchoukouo…), et les victimes se comptent par millions[164].

- Génocides et massacres génocidaires en Europe sous domination ou influence de l'Allemagne nazie :
  - l'extermination des handicapés mentaux et physiques en Allemagne et dans des territoires occupés, notamment lors de l'Aktion T4 (1939-1941), fait au moins 200 000 morts ; elle n'est considérée comme un génocide que dans certaines interprétations du cas ;
  - le Porajmos ou génocide tsigane, dont les victimes se comptent vraisemblablement en centaines de milliers (500 000 est le chiffre symbolique souvent retenu), n'est que timidement reconnu par les États d'Europe malgré la journée de commémoration proposée par le Parlement européen en 2015[165] ; les historiens sont eux-mêmes réticents sur l'usage du mot « génocide » à cause des paradoxes du cas : les nazis ont épargné ceux des Tsiganes qu'ils considéraient comme « aryens », et les Tsiganes massivement tués en Europe pour diverses raisons (et parfois déportés et gazés) n'ont pas été la cible d'un plan unique d'extermination[166],[167] ;
  - la Shoah (ou, dans la langue des nazis, « solution finale à la question juive » : die Endlösung der Judenfrage), extermination systématique des trois quarts des Juifs de l'Europe occupée[168], soit les deux tiers de la population juive européenne totale et environ 40 % des Juifs du monde, est un événement très marquant de la Seconde Guerre mondiale, dont l'étude, fondatrice et intensive, affecte la recherche sur tous les génocides[93] : sur les cinq à six millions de victimes[169], trois millions sont assassinés dans des centres de mise à mort pourvus d'une chambre à gaz et de fours crématoires et pensés pour la disparition massive et rapide des corps, ce qui donne un caractère industriel unique à ce vaste génocide, paroxysme des persécutions antijuives des siècles passés (certains pogroms, notamment ceux de la guerre civile russe autour de 1919, étaient très violents et meurtriers, mais on trouve dès l'Antiquité la trace de massacres génocidaires visant des communautés juives) ;
  - le génocide des Serbes dans l'État indépendant de Croatie, qui fait 300 000 à 500 000 morts[170],[171] entre 1941 et 1945, est organisé par Ante Pavelić et les Oustachis dans cet État satellite de l'Allemagne nazie ; le camp de concentration de Jasenovac accueille aussi des Tsiganes, des Juifs et des Partisans ;
  - les nazis ont massacré des populations civiles slaves (des Polonais et des Russes notamment), des prisonniers de guerre soviétiques, des opposants politiques ; des groupes culturels et religieux sont persécutés pour de supposés liens avec les Juifs, la franc-maçonnerie européenne sort extrêmement diminuée de la guerre ; des milliers d'hommes homosexuels sont victimes des camps de concentration ;
  - d'importants massacres de Polonais furent commis en Volhynie par l'Armée insurrectionnelle ukrainienne entre 1942 et 1944.

« Nous avions le droit moral, nous avions le devoir envers notre peuple, de détruire ce peuple qui voulait nous détruire. Mais nous n'avons pas le droit de nous enrichir […]. Nous ne voulons pas à la fin, parce que nous avons exterminé un bacille, être infecté par ce bacille et en mourir. »

— Heinrich Himmler fantasmant la nocivité extrême des Juifs pour justifier l'injustifiable, Discours de Posen du 4 octobre 1943.
- Le régime communiste de Roumanie (1945-1989), dont le système répressif a frappé à divers degrés des centaines de milliers de personnes sur des critères socio-politiques, est tenu pour responsable d'un génocide de la nation roumaine par une commission présidentielle en 2006 ; beaucoup de spécialistes critiquent un tel emploi du terme « génocide »[173].

- Les mesures brutales de Mao Zedong pour façonner la république populaire de Chine (reconquête de territoires perdus à la chute des Qing, collectivisation de l'agriculture durant le Grand Bond en avant, laogais, destruction des traditions pendant la révolution culturelle…) entraînent la mort de dizaines de millions de personnes dans des famines, des massacres, par épuisement au travail… Comme des groupes ethniques, religieux ou nationaux en sont victimes (notamment les Mongols, les Ouïghours et les Tibétains), des accusations de génocide culturel ou physique sont régulièrement lancées par des juristes, certains sinologues et des militants, contre le régime communiste, même bien après la mort de Mao et la condamnation de sa politique. La communauté scientifique use toutefois assez peu du mot « génocide » pour décrire ces assimilations systématiques souvent violentes[174].
  - La sinisation du Tibet est particulièrement commentée : en 1960, un texte controversé de la Commission internationale de juristes dénonce des actes de génocide contre les bouddhistes tibétains[175] ; le gouvernement tibétain en exil estime en 1984 un bilan très discutable de « 1,2 million de morts » sur vingt ou trente ans d'occupation du Tibet[176] ; en Espagne, l'Audience nationale enquête depuis 2006, non sans difficulté, sur l'implication d'anciens dirigeants chinois dans divers crimes supposément commis au Tibet dans les années 1980 et 1990, dont le génocide[177],[178].

- La guerre du Biafra est déclenchée après le massacre de 30 000 Igbos par le gouvernement militaire fédéral du Nigeria en septembre 1966, massacre identifié à un génocide dans la propagande des Biafrais sécessionnistes ; elle fait jusqu'en 1970 entre un et deux millions de morts, principalement dans une famine de grande ampleur elle-même identifiée à un « génocide par la faim » dans certaines couvertures médiatiques à travers le monde. Même si peu d'analyses aujourd'hui donnent du crédit aux accusations de génocide, ces événements sont très importants parce qu'ils montrent le pouvoir du mot sur l'opinion publique, et parce qu'ils mettent l'ONU en face d'un échec : l'équipe d'observateurs internationaux formée notamment avec le Royaume-Uni qui vendait des armes au Nigeria, ne mena pas d'enquête impartiale avant de conclure à l'inexistence d'un génocide[179].

- Crise du Guébié de 1970 en Côte d'Ivoire : le président Félix Houphouët-Boigny, soutenu par les Baoulés, plus importante ethnie du pays, écrase la tentative de rébellion d'un petit groupe de Bétés et de Guébiés en massacrant entre 4 000 et 6 000 paysans[180],[181],[182].

- Sédentarisation forcée des Achés (Guayakis) de 1967 à 1979 dans le Paraguay d'Alfredo Stroessner : la population de ces autochtones chassés, torturés, exploités par des civils aidés par l'armée, s'effondre. C'est peut-être le cas le plus aigu des ethnocides confinant au génocide dans les forêts d'Amérique du Sud aux richesses convoitées[183],[184].

- Les crimes contre l'humanité de l'Indonésie sous la conduite de Soeharto sont parfois analysés comme des génocides :
  - le PKI, troisième parti communiste au monde en nombre d'adhérents, est éradiqué, et certains secteurs de la société (immigrés, chrétiens) sont ciblés, au cours d'une purge qui débute fin 1965, entraînant la mort d'au moins 400 000 Indonésiens, peut-être largement plus[185] ;
  - la Nouvelle-Guinée occidentale (Papouasie indonésienne) est livrée presque continûment à des exactions et tueries de « forces de sécurité », qui font officiellement 30 000 morts mais peut-être largement plus de 100 000 en réalité[186],[187] ;
  - une large part de la population du Timor oriental (100 000 à 200 000 personnes) est exterminée, par des actions militaires et les famines engendrées, pendant l'occupation indonésienne (1975-1999) ; plus que les deux autres, cet événement est appelé « génocide » dans la littérature récente, bien que des experts en droit international identifient mal le ou les groupes culturels victimes[188],[189].

- Génocide au Bangladesh (Pakistan oriental à l'époque) : lors de la guerre de libération du Bangladesh en 1971, une grande partie du peuple bengali et plus particulièrement des hindous sont frappés par les innombrables massacres, la campagne de viol des femmes et l'épuration ethnique qui font partie de la répression à outrance de la rébellion bengalie par l'armée pakistanaise et des milices islamistes. Le bilan des morts (victimes directes et indirectes) pourrait avoisiner le million[190]. L'intervention militaire de l'Inde, une des rares démarches réussies pour stopper un génocide, est néanmoins suivie de représailles des indépendantistes qui font des dizaines de milliers de morts notamment parmi les Biharis qui ont collaboré avec les autorités pakistanaises[191].

« Tuez-en trois millions, et le reste nous mangera dans la main. »

— Muhammad Yahya Khan, président du Pakistan, devant des généraux, le 22 février 1971.
- Persécutions des Hmongs : ce peuple, barbare et sauvage dans certaines représentations racistes en Chine et Indochine, subit depuis longtemps des violences au potentiel génocidaire. Aux XVIIIe et XIXe siècles, les Hmongs qui refusent de se soumettre à leurs seigneurs mandchous sont massacrés. En 1975, la guerre civile laotienne fait place à un conflit déséquilibré entre le pouvoir communiste et des rebelles hmongs ; ceux qui ne peuvent pas fuir le pays sont tués par des armes chimiques ou encore torturés dans des camps « de rééducation »[193],[194],[195]. Aujourd'hui, les Hmongs sont dispersés à travers le monde, le Laos n'est plus une menace pour sa propre petite communauté hmong et les accusations de génocide ne sont repérables que dans des discours militant pour les droits des dernières familles de rebelles cachées dans la jungle.

- Génocide(s) au Cambodge (Kampuchéa démocratique) : entre 1975 et 1979, Pol Pot et les Khmers rouges, inspirés à la fois par l'ultranationalisme et le maoïsme, saignent leur propre pays par des mesures militaires, économiques et « sociales » extrêmes (1,7 million de morts selon une estimation moyenne répandue[196], soit entre 20 et 25 % de la population) dans un but d'uniformisation idéologique, ethnique et religieuse. Le néologisme « autogénocide » qui a parfois désigné ce politicide complexe, n'est plus retenu par les analystes des groupes humains détruits par le régime[197]. En 2018, les Chambres extraordinaires au sein des tribunaux cambodgiens condamnent deux dirigeants khmers rouges encore en vie pour les génocides de la minorité vietnamienne et de la communauté musulmane cham[198].

- Répression menée par la dictature militaire argentine à la fin des années 1970 : des milliers de familles d'opposants politiques supposés sont victimes de « disparitions » (exécutions, emprisonnements, vols de bébés…). Plus tard, une cour de justice argentine, jugeant des responsables pour crimes contre l'humanité, suggère qu'un génocide a détruit une part de la nation pour altérer le destin de celle-ci. Certains spécialistes internationaux sont dubitatifs et critiques[199].

- À la fin du XXe siècle, les territoires de la Corne de l'Afrique et du Soudan connaissent des conflits incessants durant lesquels les meurtres de masse et les famines se banalisent : sélectionner des épisodes génocidaires relève de la clairvoyance pour certains spécialistes, de l'arbitraire pour d'autres[200]. Malgré tout, des événements sont particulièrement observés :
  - la Terreur rouge éthiopienne (Qey Shibir) en 1977-1978, qui fait vraisemblablement quelques centaines de milliers de victimes, a pour conséquence, trente ans plus tard, la condamnation de l'ex-dictateur Mengistu Haile Mariam pour génocide, la définition dans la loi éthiopienne s'étendant aux groupes politiques[29] ;
  - la tentative d'extermination du clan somali Isaaq par le président somalien Mohamed Siad Barre en 1988 et 1989, qui culmine dans la destruction sans précédent d'une grande ville africaine, Hargeisa, et la mort de dizaines de milliers de civils[200], est analysée comme un génocide par le rapport d'une enquête mandatée en 2001 par les Nations unies ;
  - la meurtrière seconde guerre civile soudanaise (1983-2005) qui oppose la dictature islamiste et arabiste de Khartoum aux chrétiens et animistes noirs du futur Soudan du Sud et des monts Nouba, prend la forme, selon certains analystes, d'une guerre d'extermination[201] menée par la première contre les seconds, et permet d'identifier un vaste génocide[202] en partie perpétré « par l'usure », c'est-à-dire en utilisant la famine[203] ; en abandonnant cette guerre, Khartoum peut se concentrer sur le front ouest : le Darfour (voir la section XXIe siècle).

- Persécution génocidaire des baha'is d'Iran après 1979 : la nouvelle république islamique intensifie la lutte contre ce groupe religieux né sur son territoire cent ans auparavant, puis recule sous la pression internationale dans les années 1990. C'est un cas de génocide « naissant » et « suspendu » : pour certains spécialistes, le génocide a été évité ; pour d'autres, le crime a eu lieu mais sans conséquence effroyable (on ne dénombre « que » deux cents morts)[137].

- Le massacre de Sabra et Chatila du 16 décembre 1982 a été déclaré « acte de génocide » par l'Assemblée générale des Nations unies[204] par 123 voix pour, 0 contre et 22 abstentions[205],[206],[207]. Bien que tous les délégués qui prirent part au débat furent d'accord qu'un massacre s'était produit, son caractère génocidaire, ou les compétences de l'Assemblée à caractériser un événement comme tel, fut mis en question par plusieurs d'entre eux[207]. Selon William Schabas, spécialiste du droit international, « le terme génocide (…) avait à l'évidence été choisi pour embarrasser Israël plutôt que par véritable souci de précisions légales »[207].

- Génocide au Guatemala pendant la dictature du général Efraín Ríos Montt (1982-1983) : sommet de violence de la guerre civile guatémaltèque, un politicide impitoyable (villages rasés par des milices ou par l'armée, viols, démembrements, enfants battus à mort) frappe collectivement des dizaines de milliers de civils mayas sur le prétexte d'un soutien à la guérilla marxiste qui enrôle principalement des Mayas. Ríos Montt est condamné en 2013 dans son propre pays pour le génocide du petit groupe des Mayas ixils, dont une partie a été massacrée, une plus large partie déportée ; la condamnation, saluée par des organisations des droits de l'homme mais cassée pour vice de forme, n'a pas achevé le débat scientifique sur l'ampleur d'un génocide logé dans le politicide[208],[31],[209],[210].

« Nous ne pratiquons pas une politique de la terre brûlée, nous pratiquons une politique de communistes brûlés. »

— Ríos Montt, lors d'une conférence de presse le 5 décembre 1982.
- Massacres de Kurdes d'Irak par le dictateur Saddam Hussein et ses proches en 1988 : vraisemblablement plus de 100 000 personnes (182 000 selon l'estimation citée au procès) périssent durant l'opération Anfal qui, combinée à un vaste nettoyage ethnique, est censée exterminer les maquisards kurdes alliés à l'Iran en guerre. Le 24 juin 2007, le Tribunal spécial irakien condamne pour génocide Ali Hassan al-Majid, dit « le Chimique » en raison de son recours aux armes chimiques, et d'autres anciens hauts dignitaires[212],[213].

- L'indépendance du Rwanda et du Burundi au début des années 1960 est accompagnée et suivie par des rivalités intercommunautaires qui explosent en violences génocidaires à maintes reprises en Afrique des Grands Lacs : les Hutus, majoritaires mais parfois exclus du pouvoir politique, et les Tutsis, qui ne forment pourtant pas une ethnie différente à proprement parler, sont tour à tour victimes de tueries provoquées par leurs membres les plus radicaux et haineux[214],[215]. Cinq événements se détachent :
  - au Rwanda, au moins 10 000 Tutsis, dont des leaders politiques modérés, sont victimes de milices hutues encouragées par l'administration Kayibanda dès décembre 1963 ;
  - au Burundi, le massacre de dizaines de milliers de Hutus (peut-être 200 000) par l'armée à dominance tutsie entre avril et septembre 1972 est souvent appelé Ikiza[216] (« catastrophe », « fléau » en kirundi), « génocide des Hutus au Burundi » ou simplement « génocide burundais » ;
  - au Burundi, après l'assassinat du président Melchior Ndadaye, près de 20 000 Tutsis sont massacrés par des Hutus en octobre et novembre 1993 (« génocide des Tutsis au Burundi »), et l'armée fait autant de victimes hutues en représailles ;
  - le génocide des Tutsis au Rwanda est reconnu dans un rapport de la Commission des droits de l'homme de l'ONU le 28 juin 1994, puis par le Tribunal pénal international pour le Rwanda : après l'attentat qui coûte la vie au président burundais Cyprien Ntaryamira et surtout au président rwandais Juvénal Habyarimana, environ 800 000 personnes, très majoritairement des Tutsis, sont tuées par des compatriotes en seulement trois mois entre avril et juillet 1994, dans des massacres principalement à la machette et à l'arme blanche préparés par le Hutu Power ;
  - au Zaïre en 1996 et 1997, la poursuite éradicatrice de membres du Hutu Power par les forces armées rwandaises et des rebelles congolais fait plus de 200 000 victimes, directes et indirectes, parmi les réfugiés rwandais hutus : seuls quelques spécialistes évoquent un génocide.

« L'on doit comprendre, moi, j'estime qu'au lieu de fuir, mieux vaudrait mourir […] nous devons donc combattre les Inkotanyi, en finir avec eux, les exterminer, les balayer, dans tout ce pays… parce qu'il n'y a pas de refuge, pas de refuge alors ! »

— Kantano Habimana, animateur de la radio des Mille Collines, demandant au gouvernement rwandais de ne rien céder à un ennemi mortel tutsi, le 15 mai 1994.
- Crimes majeurs des conflits en ex-Yougoslavie :
  - Le massacre de Srebrenica, commis par des militaires serbes de Bosnie en juillet 1995 durant la guerre de Bosnie-Herzégovine, fait environ 8 000 victimes, des hommes bosniaques. Le massacre et les persécutions qui lui sont directement corrélées, notamment la déportation de nombreux bosniaques, sont qualifiés de génocide par le Tribunal pénal international pour l'ex-Yougoslavie. L'étendue du génocide, dans un conflit où les crimes de guerre et les crimes contre l'humanité sont nombreux, est débattue par les spécialistes[218] : rares sont ceux pour qui le mot « génocide » est employé à tort, moins rares sont les évocations d'un plus large génocide bosniaque.
  - Violences lors de l'épuration ethnique décidée par Slobodan Milošević durant la guerre du Kosovo : environ 10 000 Kosovars albanais sont tués par les forces armées serbes. La question du génocide divise les spécialistes : si certains massacres peuvent être qualifiés de génocidaires, la difficulté est de prouver l'intention de détruire la population quand l'intention de la faire fuir semble plus manifeste a priori[219].

### XXIesiècle
- Génocide(s) de la guerre du Darfour à partir de 2003 : une première enquête de l'ONU conclut en 2005 que le gouvernement soudanais ne mène pas une politique génocidaire contre la population du Darfour mais que des crimes très graves sont commis, peut-être parfois avec une intention génocidaire ; les preuves s'accumulant, le président Omar el-Bechir finit par faire l'objet d'un mandat d'arrêt de la Cour pénale internationale en deux temps : pour crimes de guerre et crimes contre l'humanité en 2009, puis en 2010 pour génocides d'une partie des groupes ethniques four, masalit et zaghawa. Selon des commentateurs qui acceptent l'emploi du terme « génocide », on peut mêler plusieurs génocides en un seul, celui des peuples du Soudan que Khartoum étiquette « non arabes » (« noirs », « africains »), qui aurait commencé pendant la seconde guerre civile soudanaise[220] (voir la section XXe siècle).
- Conflit interethnique au Tanganyika (république démocratique du Congo) : depuis 2013, des Bantous et des Pygmées organisés en milices martyrisent leurs populations. Après un procès compliqué, quatre détenus bantous sont condamnés en 2016 pour génocide par un tribunal de Lubumbashi formé à la hâte, par une mission de l'ONU, au traitement des crimes relevant du droit international[221],[222].
- Persécution de musulmans chiites et de diverses minorités religieuses et ethniques en Irak et en Syrie dans le « califat » régenté entre 2014 et 2019 par Daech (État islamique), organisation « génocidaire par auto-proclamation, par idéologie et par actions » selon l'ancien secrétaire d'État des États-Unis John Kerry, relayé par de nombreux journalistes et chercheurs[223],[224].
  - Le génocide des Yézidis a fait l'objet d'une enquête de l'ONU[225] : des milliers de Yézidis, considérés par Daech comme des polythéistes inférieurs aux gens du Livre, sont tués, notamment lors des massacres de Sinjar, ou esclavagisés ; des enfants sont convertis au salafisme djihadiste et envoyés au combat[224].
  - Les violences contre les chrétiens sont souvent associées au génocide des Yézidis, par exemple par le Parlement européen[226], ou par la juriste Sarah Myers Raben[227].

« La continuelle existence des yézidis jusqu'à ce jour est une situation que les musulmans devraient remettre en cause puisqu'ils seront interrogés là-dessus au jour du Jugement, étant donné qu'Allah a révélé le verset de l'épée il y a plus de 1 400 ans. »

— Extrait du quatrième volume du magazine de propagande Dabiq, suggérant que les yézidis qui n'ont pas voulu se convertir depuis 1 400 ans devraient maintenant être éliminés par tous les moyens indiqués dans le verset 5 de la neuvième sourate du Coran.
- Crise des Rohingya : en dénonçant les crimes contre l'humanité perpétrés par l'État et l'armée birmans en 2017, l'International Association of Genocide Scholars pointe les signes d'un génocide dont l'expulsion de centaines de milliers de Rohingya vers le Bangladesh ne serait que la superficie[228]. Une telle dénonciation tranche avec le quasi-désintérêt depuis 1948 pour les atrocités du conflit armé birman (notamment la répression des sécessionnistes karens), qui sont pourtant comparables à celles des génocides postcoloniaux[229].
- Génocide culturel des Ouïghours : le Parti communiste chinois a accentué depuis 2017 sa politique discriminatoire contre des centaines de milliers d'habitants de la région autonome du Xinjiang, en majorité des musulmans ouïghours, qui sont internés dans des camps dits « de rééducation politique ». Les familles y sont assurément séparées et, malgré une stratégie du secret du Parti, on soupçonne des contraceptions et des stérilisations forcées. Ainsi, certains experts évoquent la possibilité d'un génocide biologique systématique par entrave des naissances, malgré l'impossibilité actuelle d'une enquête poussée pour prouver l'intention exterminatrice des autorités chinoises[230],[231].
- Le risque de génocide à Gaza depuis 2023 (Palestine) est, selon Le Monde, plus discuté que les qualifications de crimes de guerre et de crimes contre l’humanité qui sont avancées contre Israël par nombre de juristes, étant donné l’ampleur des destructions à Gaza[232] : la guerre menée par l'État israélien depuis octobre 2023 contre le Hamas à la suite des attaques meurtrières commises en Israël par celui-ci le 7 octobre 2023 et qui entraîne de nombreuses pertes de vies civiles parmi la population palestinienne à Gaza, est considérée par certains[233],[234],[235],[236] comme pouvant être constitutive d'un génocide, même si le terme est réfuté par l'État israélien[237] et ses soutiens. Une procédure judiciaire internationale a été déposée en janvier 2024 auprès de la Cour Internationale de Justice, qui évoque un risque plausible de génocide à Gaza[238].

#### Théorie du génocide et prévention: droit, politique, psychocriminologie
- Vincent Duclert (dir.), Rapport de la « Mission génocides », CNRS éditions, 2018.
- Daniel Zagury, « Le travail psychique du crime chez les tueurs en série et les acteurs de génocide », dans Françoise Neau (dir.), Cruautés, Presses universitaires de France, 2014, p. 25-40.
- Bernard Bruneteau, Génocides. Usages et mésusages d’un concept, CNRS éditions, 2019, 224 p. (EAN 9782271091727, présentation en ligne).
- Jacques Semelin, Purifier et détruire. Usages politiques des massacres et génocides, Paris, Seuil, coll. « La Couleur des idées », 2005, 496 p. (EAN 9782020478472, présentation en ligne).
- Jean-Louis Panné, « Rafaël Lemkin et Raul Hilberg. À propos d'un concept », Commentaire, no 127, automne 2009, p. 643-651.
- Anson Rabinbach (trad. Claire Drevon), « Raphael Lemkin et le concept de génocide », Revue d'histoire de la Shoah, no 189:2,‎ 2008, p. 511-554 (lire en ligne).
- Olivier Beauvallet, Lemkin face au génocide, suivi d'un inédit de R. Lemkin, Les Poursuites judiciaires contre Hitler, Michalon, 2011  (ISBN 978-2-84186-560-4).
- Raphael Lemkin, Qu'est-ce qu'un génocide ?, Éditions du Rocher, 2008. Ce volume contient les neuf chapitres d'analyse du concept de génocide élaboré par R. Lemkin (première édition en français) ; son texte Le Crime de génocide paru à La Documentation française en 1946 ; une préface de Jean-Louis Panné, « Le pouvoir sans pouvoir ».
- (en) Raphael Lemkin, chap. IX « Genocide », dans Axis Rule in Occupied Europe, Laws of Occupation, Analysis of Government, Proposals for Redress, Washington, Carnegie Endowment for International Peace, 1944 (lire en ligne ), p. 79-95.
- (en) Samuel Totten et Steven L. Jacobs (dir.), Pioneers of Genocide Studies, Transaction Publishers, 2002  (ISBN 0-7658-0151-5).
- (en) Colin Tatz, With Intent to Destroy: Reflections on Genocide, Verso Books, 2003  (ISBN 1-85984-550-9).
- (en) William Schabas, Genocide in International Law: The Crime of Crimes, Cambridge University Press, 2009 (2e édition).
- (en) Larry May, Genocide: A Normative Account, Cambridge University Press, 2010.
- (en) Payam Akhavan, Reducing Genocide to Law: Definition, Meaning, and the Ultimate Crime, Cambridge University Press, 2012.
- (en) Karen Elizabeth Smith, Genocide and the Europeans, Cambridge University Press, 2010.
- (en) Charles H. Anderton et Jurgen Brauer (dir.), Economic Aspects of Genocides, Other Mass Atrocities, and Their Prevention, Oxford University Press, 2016.
- (en) Donald G. Dutton, The Psychology of Genocide, Massacres, and Extreme Violence, Londres/Westport (Connecticut), Praeger Security International, 2007.
- (en) Martin Shaw, What is genocide, Polity Press, 2015, 2e éd. (1re éd. 2007), 232 p. (ISBN 978-0-745-68707-0, présentation en ligne).

#### Récits de génocides et analyses: histoire, témoignage, lutte
- Collectif, Parler des camps, penser les génocides, Albin Michel, 1999  (ISBN 2226223177).
- Régine Waintrater, Sortir du génocide. Témoignage et Survivance, Paris, Payot, coll. « Petite Bibliothèque Payot », 2011  (ISBN 978-2-228-90611-1).
- Raul Hilberg, La Destruction des Juifs d'Europe, Gallimard, coll. « Folio-histoire », 2006, 3 vol.
- Olivier Weber, Les Impunis. Cambodge : un voyage dans la banalité du mal, Robert Laffont, 2013.
- Stéphane Courtois, Le Livre noir du communisme. Crimes, Terreur, Répression, avec Nicolas Werth, Jean-Louis Panné, Andrzej Paczkowski, Karel Bartosek, Jean-Louis Margolin (en coll.), Robert Laffont, 1997, 923 p.  (ISBN 978-2221082041, 978-2266086110 et 978-2221088616).
- Alison Des Forges, Aucun témoin ne doit survivre. Le Génocide au Rwanda, Human Rights Watch/FIDH, Karthala, 1999.
- Arnold J. Toynbee, Les Massacres des Arméniens : le meurtre d'une nation (1915-1916), Paris, Payot, 2004  (ISBN 2-228-89872-4).
- Yves Ternon, Les Arméniens : Histoire d'un génocide, Paris, Seuil, 1977, 1996.
- Yves Ternon, Du négationnisme. Mémoire et Tabou, Paris, Desclée de Brouwer, 1998.
- Yves Ternon, L'État criminel. Les Génocides au XXe siècle, Paris, Seuil, 1995.
- Yves Ternon, L'Innocence des victimes. Regard sur les génocides du XXe siècle, Desclée de Brouwer, 2001.
- Bernard Bruneteau, Un siècle de génocides. Des Hereros au Darfour (1904-2004), Armand Colin, 2016  (ISBN 2200613105).
- (en) Samuel Totten (dir.), William S. Parsons, Century of Genocide: Critical Essays and Eyewitness Accounts, Routledge (Taylor & Francis), 2012 (4e édition).
- (en) Robert Gellately, Ben Kiernan (dir.), The Specter of Genocide: Mass Murder in Historical Perspective, Cambridge University Press, 2003.
- (en) Ben Kiernan, Blood and Soil: A World History of Genocide and Extermination from Sparta to Darfur, Yale University Press, 2007  (ISBN 0300144253).
- (en) Ben Kiernan (dir.), The Cambridge World History of Genocide, Cambridge University Press, 2023, 3 vol.
- (en) David M. Crowe, War Crimes, Genocide, and Justice: A Global History, Palgrave Macmillan, 2014.
- (en) Norman Naimark, Genocide: A World History, Oxford University Press, 2017.
- (en) René Lemarchand (dir.), Forgotten Genocides: Oblivion, Denial, and Memory, University of Pennsylvania Press, 2011.
- (en) Paul R. Bartrop (dir.), A Cultural History of Genocide, Bloomsbury Academic, 2021, 6 vol.

#### Encyclopédies et ouvrages généraux
- Jean Albert (dir.), L'avenir de la justice pénale internationale, Bruxelles, Bruylant, 2024  (ISBN 978-2-8027-7345-0).
- Katia Boustany et Daniel Dormoy (dir.), Génocide(s), Bruxelles, Bruylant, 1999.
- Israel Charny (dir.) (trad. de l'anglais par Janice Valls-Russell), Le Livre noir de l'humanité : Encyclopédie mondiale des génocides [« Encyclopedia of genocide »], Paris, Privat, 2001 (ISBN 2-7089-5607-8).
- (en) Dinah Shelton (dir.), Encyclopedia of Genocide and Crimes Against Humanity, Macmillan Reference, 2004, 3 vol.
- (en) Leslie Alan Horvitz et Christopher Catherwood, Encyclopedia of War Crimes and Genocide, Facts on File, 2011 (édition révisée ; 1re édition 2006).
- (en) Samuel Totten et Paul R. Bartrop, Dictionary of Genocide, Greenwood Press, 2007.
- (en) Dan Stone (dir.), The Historiography of Genocide, Palgrave Macmillan, 2008.
- (en) A. Dirk Moses (dir.), Empire, Colony, Genocide: Conquest, Occupation and Subaltern Resistance in World History, Berghahn Books, 2008.
- (en) Donald Bloxham (dir.) et A. Dirk Moses (dir.), The Oxford Handbook of Genocide Studies, Oxford University Press, 2010 (ISBN 9780199232116, DOI 10.1093/oxfordhb/9780199232116.001.0001, lire en ligne ) - accès gratuit par la bibliothèque Wikipédia.
- (en) Howard Ball, Genocide: A Reference Handbook, ABC-Clio, 2010.
- (en) Adam Jones, Genocide: A Comprehensive Introduction, Routledge, 2023, 4e éd. (1re éd. 2006), 766 p. (ISBN 1032028106, lire en ligne ).

Il existe également plusieurs encyclopédies de la Shoah.

#### Articles et compléments
- (fr) Centre de documentation de l'ONU
- (fr) Convention pour la prévention et la répression du crime de génocide (adoptée par l'Assemblée générale des Nations unies le 9 décembre 1948)
- (fr) L'article 6 du Statut de Rome de la Cour pénale internationale sur la définition du Crime de génocide
- (fr) Association Internationale de Recherches sur les Crimes contre l'Humanité et les Génocides (AIRCRIGE), dossiers et articles en ligne dans la rubrique « ressources »
- (en) The Online Encyclopedia of Mass Violence
- (fr) Le Génocide pour la Cour pénale internationale
- (fr) Trial Watch : Liste des procédures pour des crimes dits internationaux.
- (fr) Sur la notion de génocide par Ben Kiernan, professeur d'histoire à l'université Yale.

### Ressources audio-visuelles
- Écouter le cycle de conférences qu'a consacré Joël Kotek à la définition du génocide et des crimes de masse aux XXe et XIXe siècles, au Collège Belgique (2009-2010).